# التاريخ العسكري للإمبراطورية الآشورية الحديثة
نَهَضت الإمبِراطورية الآشورية الحَديثة في القرن العاشر قبل الميلاد. يَعود الفضل إلى مَلكها «آشورناصربال الثاني» في أختراع إستراتيجية حَرب سليمة مَهَدَت الطَريق لأغلب فتوحاتَها. في نَفس الوَقت الذي كان يَعمَل فيه على تأمين حدود آشور، كان يشُن غارات على الأراضي المُجاورة ضد خصومه كوسيلة لتأمين منفعة اقتصادية للدَولة،  كما فعل أثناء حملته في بلاد الشام. وكانت نتيجة هذا الازدِهار الاقتِصادي، تَغذية آلة الحَرب الآشورية التي ستَبتَلع الدول المُجاورة واحد تلو الآخر.
خلف آشورناصربال الثاني «شلمنصر الثالث». والذي على الرَغُم الحَملات العَسكرية خلال 31 عاماً من حُكمه الذي دام 35 عاماً،  فشل في تَحقيق أو مساواة فتوحات سَلفه، وأدى مَوته إلى فترة ضعف طالَت الأمبِراطورية الآشورية.
استعادت آشور لاحقاً في عهد «تغلث فلاسر الثالث»، الذي جعلت إصلاحاتُه آشور مرة أخرى أقوى قوة في الشرق الأدنى،  وحولتها إلى إمبراطورية مكتملة الأركان، الأولى مِن نوعها. في وقت لاحِق، في عهد «شلمنصر الخامس»، و«سرجون الثاني»، و«سنحاريب»، أزدادت وَتيرة الحَملات الآشورية بشَكل غَير مَسبق، لم تكن هذه الحَملات مُصممة للغزو فحسب، بل لتدمير قدرة أعدائهم على تقويض القوة الآشورية في المَدى البَعيد. على هذا النحو، احتدمت مَعارك مكلفة أثرت على القوى البشرية الآشورية. بَعدها نجح «أسرحدون» في الاستيلاء على مصر السفلى وخلفه، «آشور بانيبال»، استولى على النصف العلوي الجنوبي من مصر.
ومع ذلك، في نهاية عهد «آشور بانيبال»، سَقَطت الإمبراطورية الآشورية في فترة أخرى من الضعف،  فترة لن تفلت منها هذه المَرة. يبدو أن سنوات من المَعارك المُكلفة التي أعقبتها حركات التمَرد المُستمرة تعني أن الأمر كان مسألة وقت قبل أن ينفد جنود آشور. وعَدم وجود جنود بالعَدد الكافي يَعني فُقدان السَيطرة على المَناطق الخارجية. بحلول عام 605 قبل الميلاد، اختفت السجلات السياسية الآشورية من التاريخ.

## خلفية تاريخية

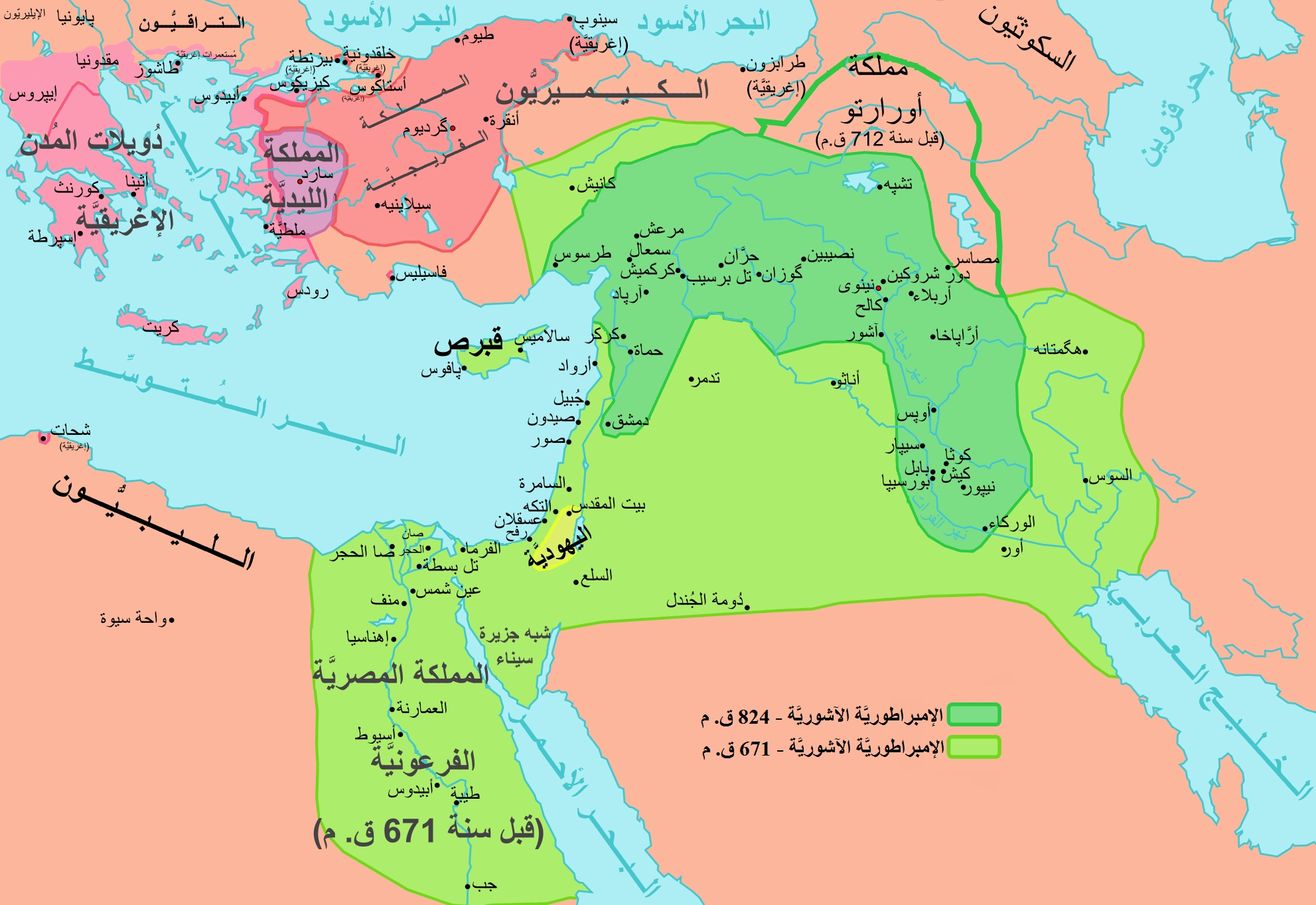
الإمبِراطورية الآشورية الحَديثة في اقصى تَوسُعها.

وصِفَت الإمبِراطورية الآشورية بأنها «القوة العسكرية الأولى في التاريخ». كانت بلاد ما بين النهرين موقعاً لبعض من أقدم المَعارك المُسجلة في التاريخ. في الواقع، كانت أول معركة مسجلة بين قوات لكش وأوما 2450 ق م. مثل العديد من سجلات بلاد ما بين النهرين، فإنها تَحتوي على عناصر من الخيال. استلهم حاكم لكش، «إيناتوم»، أمراً من الاله «نينورتا» لمُهاجمة مملكة أوما المنافسة. شارك الاثنان في مناوشات وغارات صغيرة على طول حدودهما. انتصار «إيناتوم» في النهاية، إلا أنه أصيب بسهم في عَينه. بعد المَعركة، أقام «مسلة النسور» للاحتفال بانتصاره.

### الأكدية والآشورية القديمة
وفقاً للأسطورة، تم العُثور على «سرجون»، أول حاكم للإمبراطورية الأكدية، داخل سلة بواسطة بُستاني في بلاد ما بين النهرين. وبمرور الوقت، أسس مدينة أكد وأقام جيشا قوامه 5400 رجل،  ثم غزا الكثير من اراضي بلاد ما بين النهرين. تتباهى كتاباته بـ 34 انتصاراً يقول: "5400 رَجُل يأكلون الخُبز قبلَ سَرجون"، يدل النَص على عَدد القوة البشرية وأهتِمام المَلك بجنوده. على الرغم من صغر حجم جيش «سرجون» وفقاً لمعايير الملوك اللاحقين، إلا أنه كان أكبر وأكثر تعقيداً وتَنظيماً من غيره في ذلك الوقت، حيث استخدم مزيجاً من الرماح والأسلحة المَقذوفة. لَم تواجه السيوف البرونزية والمركبات ذات العجلات الأربع  أي مقاومة تُذكر أثناء قيامه بتشكيل إمبراطوريته، والتي ربما تضمنت (لفترة وجيزة على الأقل) أجزاء من البحر الأبيض المتوسط والأناضول وغرب إيران.

### آشور الوسطى
تحت حكم «شمشي-أداد الأول» (1813-1791 قبل الميلاد) وخليفته «إشمي داغان» (1790-1754 قبل الميلاد)، كانت آشور مقراً لإمبراطورية إقليمية تسيطر على شمال بلاد ما بين النهرين ومناطق في آسيا الصغرى وشمال سوريا. من عام 1365 إلى 1076 قبل الميلاد، أصبحت آشور إمبراطورية كبرى وقوة عالمية تنافس مصر. ملوك مثل «آشور أوباليط الأول» (1365-1330 قبل الميلاد)، «إنليل نيراري» (1329-1308 قبل الميلاد)، «أريك دين إيلي» (1307-1296 قبل الميلاد)، «أداد نيراري الأول» (1295-1275 قبل الميلاد)، «شلمنصر الأول» (1274-1245 قبل الميلاد)، «توكولتي نينورتا الأول» (1244-1208 قبل الميلاد)، «آشور رش إيشي الأول» (1133-1116 قبل الميلاد) و«تغلث فلاسر الأول» (1115-1077 قبل الميلاد) أقاموا إمبراطورية امتدت في ذروتها من البحر الأبيض المتوسط إلى بحر قزوين، ومن سفوح القوقاز إلى شبه الجزيرة العربية. كان القرنان الحادي عشر والعاشر قبل الميلاد عصراً مظلماً للشرق الأدنى بأكمله، وشمال إفريقيا، والقوقاز، والبحر الأبيض المتوسط، ومنطقة البلقان، مع الاضطرابات الكبيرة والحركات الجماهيرية. على الرغم من الضعف الواضح لآشور، إلا أنها ظلت في جوهرها أمة صلبة ومحمية جيداً وكان محاربوها الأفضل في العالم. كانت آشور، بملكيتها المستقرة وحدودها الآمنة، في وضع أقوى خلال هذا الوقت من المنافسين المحتملين مثل مصر وبابل وعيلام وفريجيا وأورارتو وبلاد فارس وميديا.
من الصعب الحصول على مَعلومات عن الجيش الآشوري خلال هذا الوقت. تمكن الآشوريون من تحقيق استقلالهم في مناسبتين، خلال الإمبراطورية الآشورية القديمة والإمبراطورية الآشورية الوسطى، مع وصول الأخيرة إلى بابل في سعيهُم للغزو. ومع ذلك، تضمنت التكتيكات العسكرية في هذه الحِقبات بشكل أساسي استخدام القوات التي تم جمعها من المُزارعين الذين انتهوا من زراعة حقولهم كجنُد في الجَيش، وبالتالي يمكنهم القيام بحَملة عَسكرية من أجل الملك حتى وقت الحصاد الذي دعاهم إلى لفت انتباههم مرة أخرى. وكانت النتيجة أن الحملة العسكرية اقتصرت على بضعة أشهر في السنة. نتيجة لذلك، لم تستطع الجيوش احتلال مَساحات شاسعة من الأراضي دون الاضطرار إلى الراحة (وبالتالي السماح لعدوهم بالتعافي) وحتى لو فعلوا ذلك فلن يكونوا قادرين على فَرض سَيطَرَتَهُم على الأراضي المَحتلة بالقوات لفترة طويلة.

## هَيكلة الجَيش
كان التسلسل الهَرمي للجَيش الآشوري نموذجاً لجيوش بلاد ما بين النهرين في ذلك الوقت. الملك الذي أقرت الآلهة حُكمه، سيكون قائد جيش الإمبراطورية بأكمله. كان يُعين كِبار الضُباط في مُناسبات مُعينة للقيام بحَملة بدلاً منه إذا كان من المُمكن أو كان من الضروري تجنب وجوده في ساحة المَعركة. استفادت الإمبراطورية الآشورية الحديثة من أنواع وأنماط مُختلفة من السُفن والمُحركات العَسكرية للحرب. وهذا يشمل العربات، وسلاح الخَيالة، وآلات الحصار.

### ما قبل الإصلاح

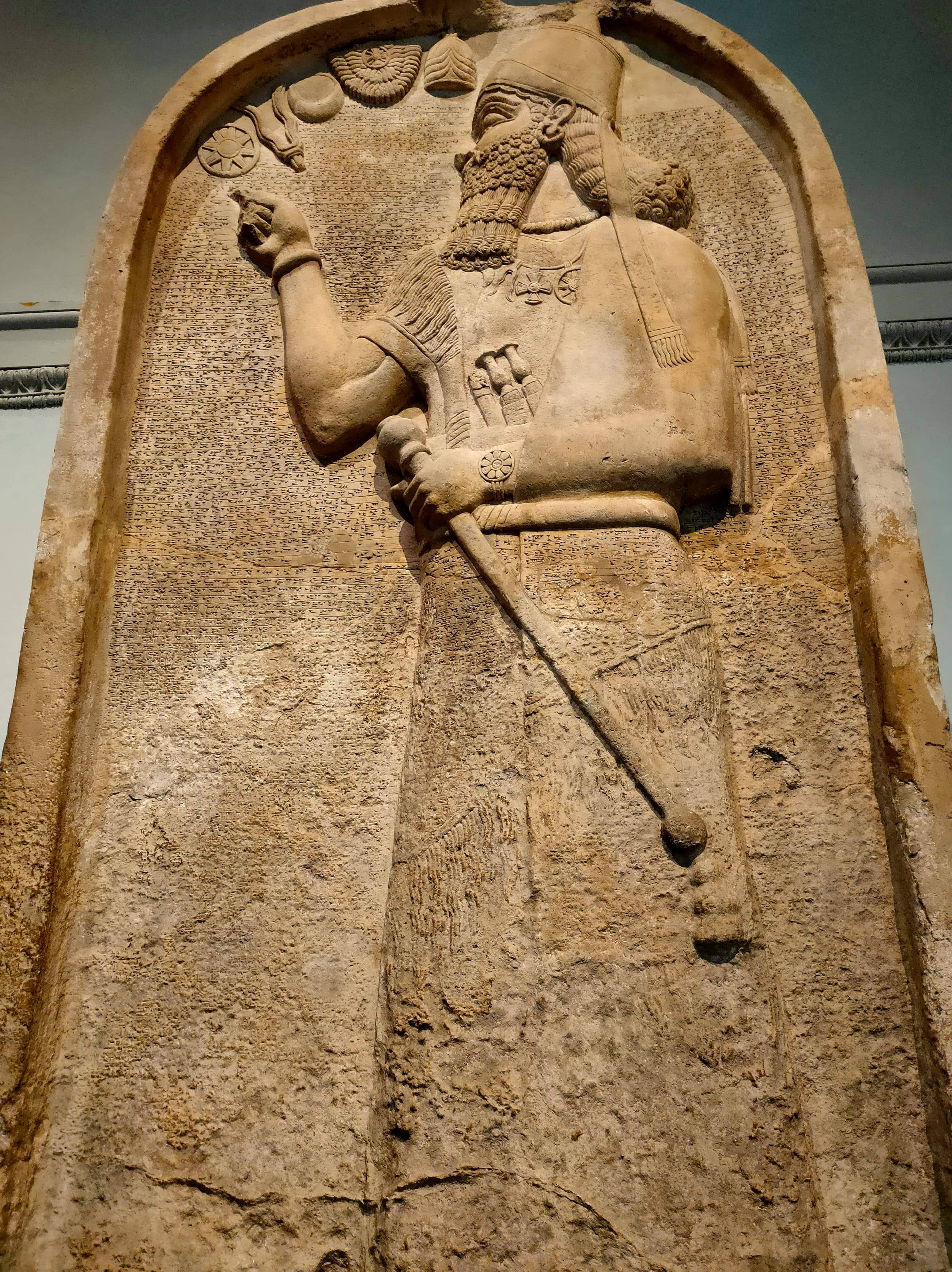
أعظم قائد عسكري آشور لفترة ما قبل الإصلاح، آشورناصربال الثاني.

قبل إصلاحات «تغلث فلاسر الثالث»، كان الجيش الآشوري مشابهاً جداً لجيوش بلاد ما بين النهرين الأخرى في ذلك الوقت. تربى الجنود في الغالب على الزراعة، والذين اضطروا إلى العودة إلى حقولهم مِن أجل مَوسِم الحَصاد. اقتصر الجنود المُحترفون على عَدد قليل من الحُراس الشخصيين الذين حموا الملك والنبلاء والمسؤولين الآخرين، لكن هؤلاء لا يَتُم نشرُهم أو إهدارهم في المَعركة ما لم يصبح الوضع عاجلاً، كما سيَحدُث لاحقاً. يمكن أن تكون الجيوش الآشورية كبيرة جداً. تفاخر «شلمنصر الثالث» ذات مرة بجَيش قوامُه 120 ألف رجل في حملاته ضد بلاد الشام. تتطلب هذه القوة تَجنيد الرجال من الشعوب المُحتلة. احتاج جيش كبير أيضاً إلى المزيد من الطعام والإمدادات ولهذا نظم الآشوريون ما يحتاجون إليه من أجل الحَملة قبل أن ينطلقوا.

### الاستعدادات لحَملة جديدة
تتطلب الاستعدادات لحَملة جَديدة أولاً وقبل كُل شيء تجميع القوات في قاعدة مُعينة. في آشور، شملت المواقع المُحددة نينوى، كالح وخورساباد. في بعض المُناسبات، قد تتغير مَواقع الاجتماع المُعينة اعتماداً على الحملة. تَصَدُر التعليمات للحُكام بتكديس إمدادات الحبوب والمواد الحَربية. وشملت المُتطلبات الأخرى للحُكام استدعاء القوى العاملة اللازمة. كانت الدول التابعة للأمبراطورية على وجه الخصوص مُطالبة بتقديم قوات كجزء من تكريمها للملك الآشوري وفي الوقت المُناسب، كان من شبه المؤكد أن الفشل في القيام بذلك سيُعتبر نَوعاً من أنواع التمرُد. ينهي وصول المًلك وحُراسه المَرحلة التمهيدية للحَملة، ثُمَ يتقدم الجيش إلى هدف حَملتهم. يسير الجَيش في حالة مُنتَظمة؛ يَتَقَدَمُهُم في الطليعة معيار آلهة آشور الكَبيرة، آشور. خَلفه يأتي المَلك، خادم آشور المُتواضع مُحاطاً بحُراسه الشخصيون مدعماً من فرق المَركبات الرئيسية وسلاح الخَيالة التابع لنُخبة الجَيش. في العُمق ياتي سلاح المُشاة من القوات الآشورية. تليها قوات الشعوب التي تم احتلالها. بعد ذلك ياتي قطار العَربات المُتَكون من أجهزة الحِصار وعربات الإمداد ثم في النهاية ياتي أتباع المُعسكر. مثل هذا التشكيل سَتكون عُرضة للهجوم الخلفي. يمكن أن تسافر بعض طوابير القوات مسافة 30 ميلاً في اليوم، وكان من المُمكن استخدام هذه السرعة لمفاجأة وإخافة الخصم وإجباره على الاستسلام.

### إصلاحات «تغلث فلاسر الثالث»
سُرعان ما بَدأت نقاط ضَعف الجيش الآشوري في الظهور. قتلت مَعركة بعد مَعركة جُنوداً وضباطَاً مُهمين، بينما كانت مَواسم الحَصاد تُجبر الجنود عَلى العَودة بعد وقت قصير مِن الحَملة إلى حقولهم دون تحقيق فتوحات حاسمة. بحلول مُنتصف القرن الثامن قبل الميلاد، لم يستطع الجيش الآشوري التعامل مع مُتطلبات إمبراطورية قَد امتدت حدودها من البحر المتوسط إلى الخليج العربي.

من كتاب "تاريخ العالم للمؤرخين": "كان رمح المُشاة الآشوري قصيراً، بالكاد يتجاوز ارتفاع حامِله؛ ربما كان العمود مَصنوع من الأخشاب القوية، وأن لَم يَكُن كذلك فقد يَكون من القصب، مثل الرمح العربي الحديث ".

كُل شيء تغير عِندما اعتلى «تغلث فلاسر الثالث» العَرش عام 745 قبل الميلاد. بعد زيادة كفاءة الإدارة الآشورية،  قام بتغيير هَيكلة الجيش الآشوري. كان أهم جانب في إصلاحهِ هذا هو تاسيس جيش نظامي. وشمل هذا الامر ادخال عدداً أكبر من الجنود الأجانب إلى الصفوف بحيث اختلطوا مع الجُنود الآشوريين. يُمكن توفير هؤلاء الرجال من قبل الدول التابعة اما كجزية أو عندما طلب المَلك الآشوري. تم إعطاؤهم المُعدات والزي الآشوري مما جعلهم لا يمكن تمييزهم عن بعضهم البعض، ربما لزيادة روح الانتماء لَديهُم. كذلك بينما أحتوى سِلاح مُشاة الجيش على عدد كبير من الأجانب (بما في ذلك الآراميين وحتى اليونانيين)، استمر سلاح الخَيالة وسائقي العَربات الحَربية الآشورية بالهَيمنة في ساحَة المَعركة. ومع ذلك، كانت هناك حَوادث، ومع تزايد عدد القَتلى، كانَت القوات الإضافية مُرحباً بها؛ لذلك قامَ «سرجون الثاني» بدمج 60 فريقاً من سائقي العَربات الحَربية الإسرائيلية في جَيشه.

### النقل والتواصل
مَع صُعود الإمبِراطورية الآشورية كقوة في المَنطقة، ظهرت مَطالب جَديدة للنقل والمُواصلات. قبل الإمبراطورية الآشورية الحديثة، كانت الطرق في بلاد ما بين النهرين عبارة هَن مسارات مداورة جيداً يستخدمها السُكان المَحليون. ومع ذلك، لم يكن هذا مناسباً لإمبراطورية كانت جيوشها تتحرك باستمرار، فَوقعَ تمرداً تلو الآخر. كان الآشوريون أول من أنشأ وسيطر على شبكة من الطرق أمتَدة إلى جميع أنحاء إمبراطوريتهم. تم إنشاء نظام اتصالات الدولة مع مَحطات الطريق العادية في الأمبراطورية من أجل راحة الرسل ولتبديل حوامِلهُم. في وقت لاحق، سيشكل هذا النظام أساساً للفُرس من اجل توسيعه إلى إمبراطوريتهم الخاصة.

بُنية الطُرق من خلال الجبال الوعرة مِما أدى إلى تقليل وقت السفر بشكل كبير. بنى المُهندسون الأرصفة الحجرية الجميلة المؤدية إلى المدن الكبرى في آشور ونينوى، لإثارة إعجاب الأجانب بثروة آشور. بحلول الألفية الثانية قبل الميلاد، تم بناء الجسور الخشبية عبر نهر الفرات. بحلول الألفية الأولى قبل الميلاد، كان في نينوى وآشور جسور حجرية،  شهادة على ثروة مَملكة آشور. أدى بناء الطرق وزيادة وسائل النقل إلى تدفق البضائع عبر الإمبراطورية بسهولة أكبر، وبالتالي تغذية المَجهود الحربي الآشوري. ولكن بالطبع، الطُرق التي تسرع القوات الآشورية لن تميز وستسرع قوات العدو أيضاً.

### استعمال الإبل
كان الآشوريون أول من استخدم الجمال «كحيوانات عبء» في حَملاتهم العسكرية. كانت الإبل أكثر فائدة من الحَمير كَونها تحمل خمسة أضعاف الحمولة وتتطلب سقاية أقل. لم يتم تدجين الجمال إلا قبل عام 1000 قبل الميلاد بقليل، عشية الإمبراطورية الآشورية الحديثة. كان أول جمل يتم تدجينه هو الجمل العربي.

### المركبات ذات العجلات

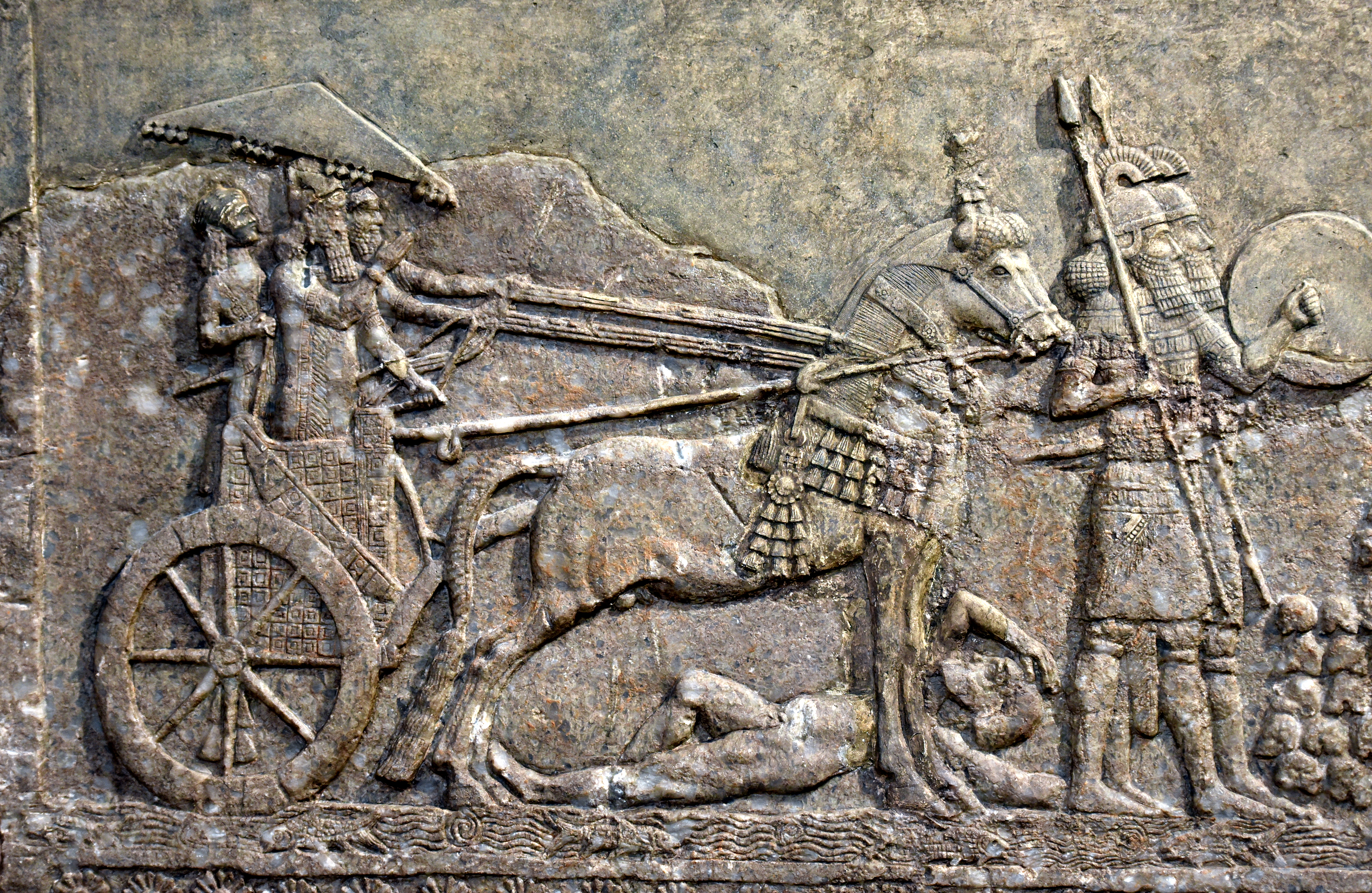
«سرجون الثاني»، مُصوَراً في عربته الملكية وهو يراقب هجوماً آشورياً على مدينة، نقش بارز من المرمر على قصره في دور شاروكين، 710 ق.م. معروض في المتحف العراقي.

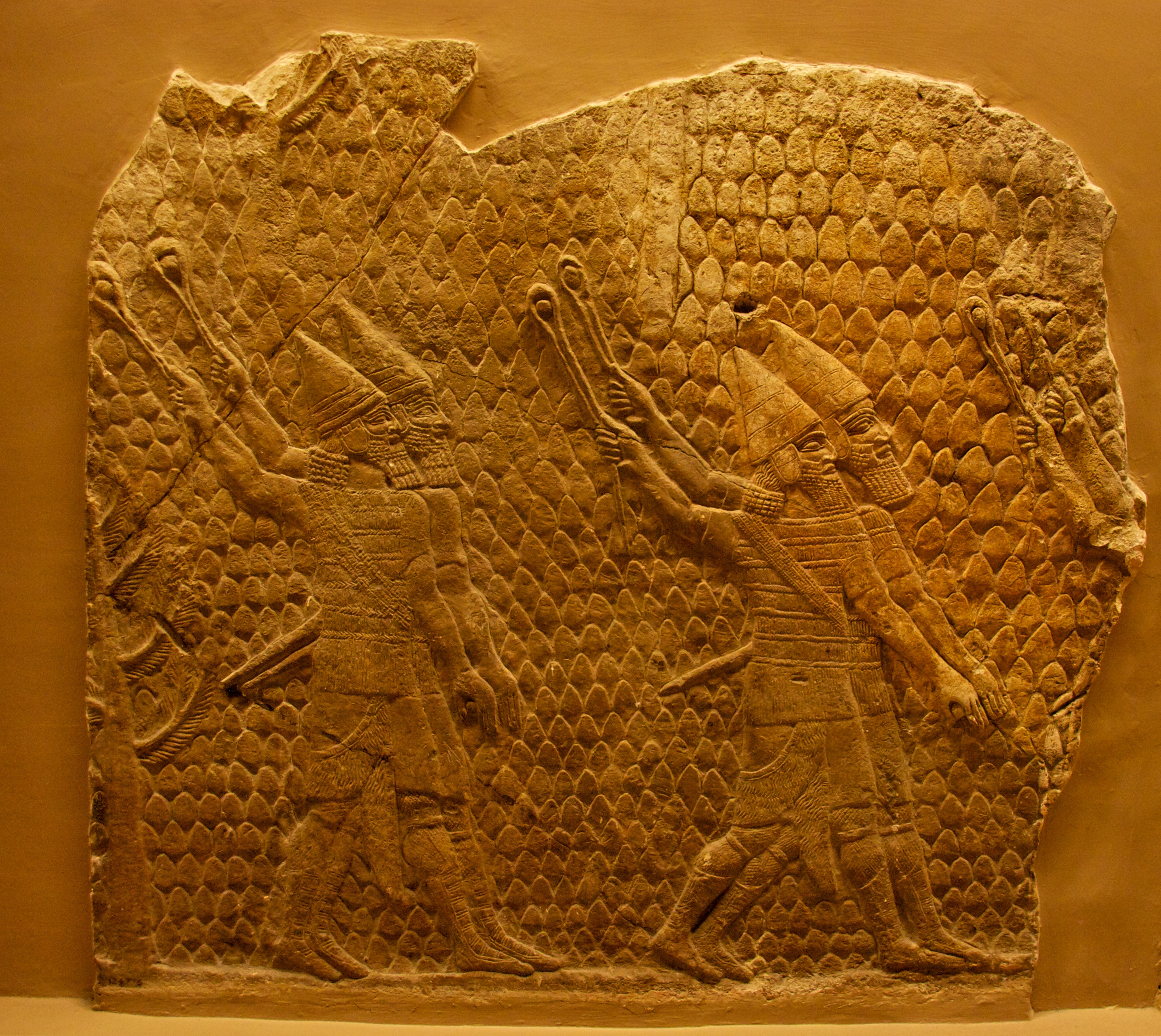
رماة آشوريون يقذفون الحجارة باتجاه العدو. تعود إلى عهد «سنحاريب»، 700-692 ق.م. من القصر الجنوبي الغربي في نينوى، العراق. المتحف البريطاني، لندن.

تقليديا، يُنسب الفضل إلى السومريين في اختراع العجلة في وقت ما قبل 3000 قبل الميلاد. على أي حال، كان الآشوريون أول من صنع إطارات من المَعدن، مَصنوعة من النحاس والبرونز وبعد ذلك الحديد. تتميز العجلات المُغطاة بالمعدن بكونها أكثر متانة.

### الأسلحة
- الرمح: الرمح عِبارة عَن عمود خشبي مائل برأس حربة حديدي.
- السيف: سيف حديدي للقتال من مسافة قريبة.
- الخنجر: خنجر حديدي لقَطع الحناجر بيد ثانوية.
- الرمح خفيف: لكسر الدروع وللرماح متوسطة المدى.
- القاذف: لعرقلة الأعداء بالحجارة.
- القوس والسهم: سلاح بعيد المدى يستخدم للهجوم من بُعد.

### عربات الحَرب

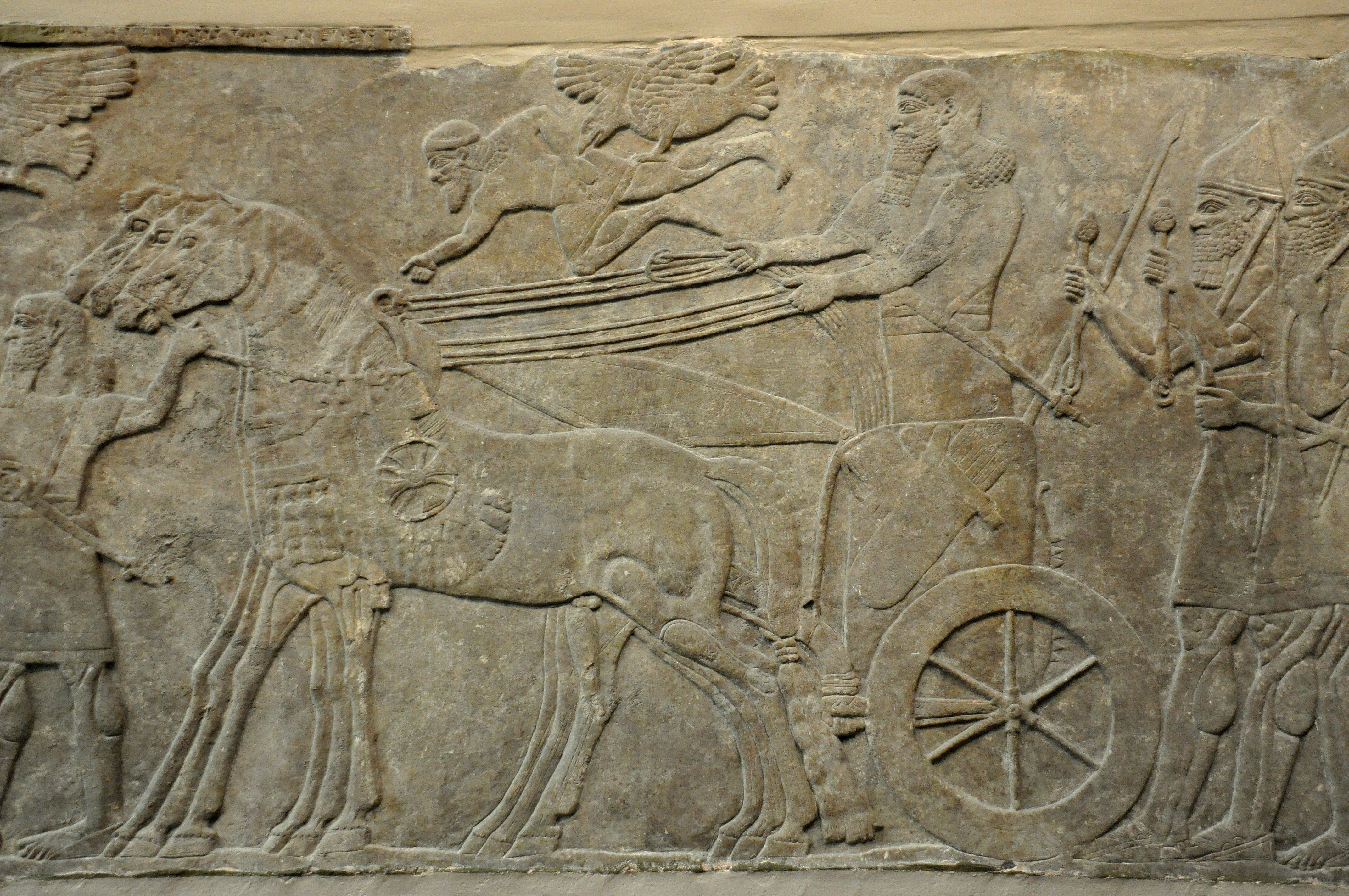
عربة حربية آشورية يعود تاريخها إلى عهد «آشورناصربال الثاني»، 865-860 قبل الميلاد. المتحف البريطاني.

كان جَوهر الجَيش الآشوري يكمن في عَرباته القِتالية. كانت عَربات الحَرب عبارة عن مَركبات سريعة وسهلة المُناورة للغاية. كان استخدام العربات في الحَرب يَدُل على جيشاً منضبطاً جداً سَيطرَ على ساحة المَعركة مِن خلال مناورات الإحاطة، مِما يتسبب في انقسام القوات المُعادية أو فرارها من ساحة المَعركة. تتكون العَربات عادة من حصانين أو ثلاثة، ومنصة ذات عجلتين، وجُنديين، أحدهما يتحكم في زمام القيادة بينما يستخدم الآخر القوس والسهم للإطلاق على قوات العدو. يقتصر استخدام العربات على ساحة المَعركة المُسطحة نسبياً، مِما جعلها فعالة في مُناسبات معينة. استخدم المصريون القدماء والسومريون عربات الحرب بهذه الطريقة مثل إطلاق منصات مُتحركة أو منصات قيادة متنقلة؛ ستعطي الرؤية المرتفعة للجنرال القدرة على رؤية أداء قواته في المَعركة. نظراً لأن العربة كانت سريعة وسهلة المُناورة، كان الاستخدام البديل للمركبات هو إرسال الرسائل من وإلى ساحة المَعركة. كما أنها كانت إناءً مرموقاً استخدمه الملوك الآشوريون لعرض الثروة المُغتَنَمة مِن الاعداء.

ومع ذلك، مَع بروز سلاح الخَيالة في الألفية الأولى قبل الميلاد يعني أنه بحلول القرن السابع قبل الميلاد، تم تخفيض أستِعمال عربات الحَرب إلى المهام القتالية فقط؛ بالمُقابل تَم ترقية المركبات الخفيفة المُكونة من حصانين إلى ثلاثة أحصنة في وقت لاحق في عهد «آشور بانيبال» إلى عربات ثقيلة ذات أربعة أحصنة. يمكن أن تحتوي هذه المركبات على ما يصل إلى أربعة رجال. وجدت العربات الثقيلة أيضاً أدواراً جديدة، حيث استُعمِلت لاقتحام تشكيلات العَدو وتَشتيت صفوف مُشاته. عندها سيكون سلاح الخَيالة والمشاة الآشوريين قادرين على استغلال الفجوة وهزيمة العدو، وبالتالي السَيطرة على ساحة المَعركة.

### سِلاح الخَيالة

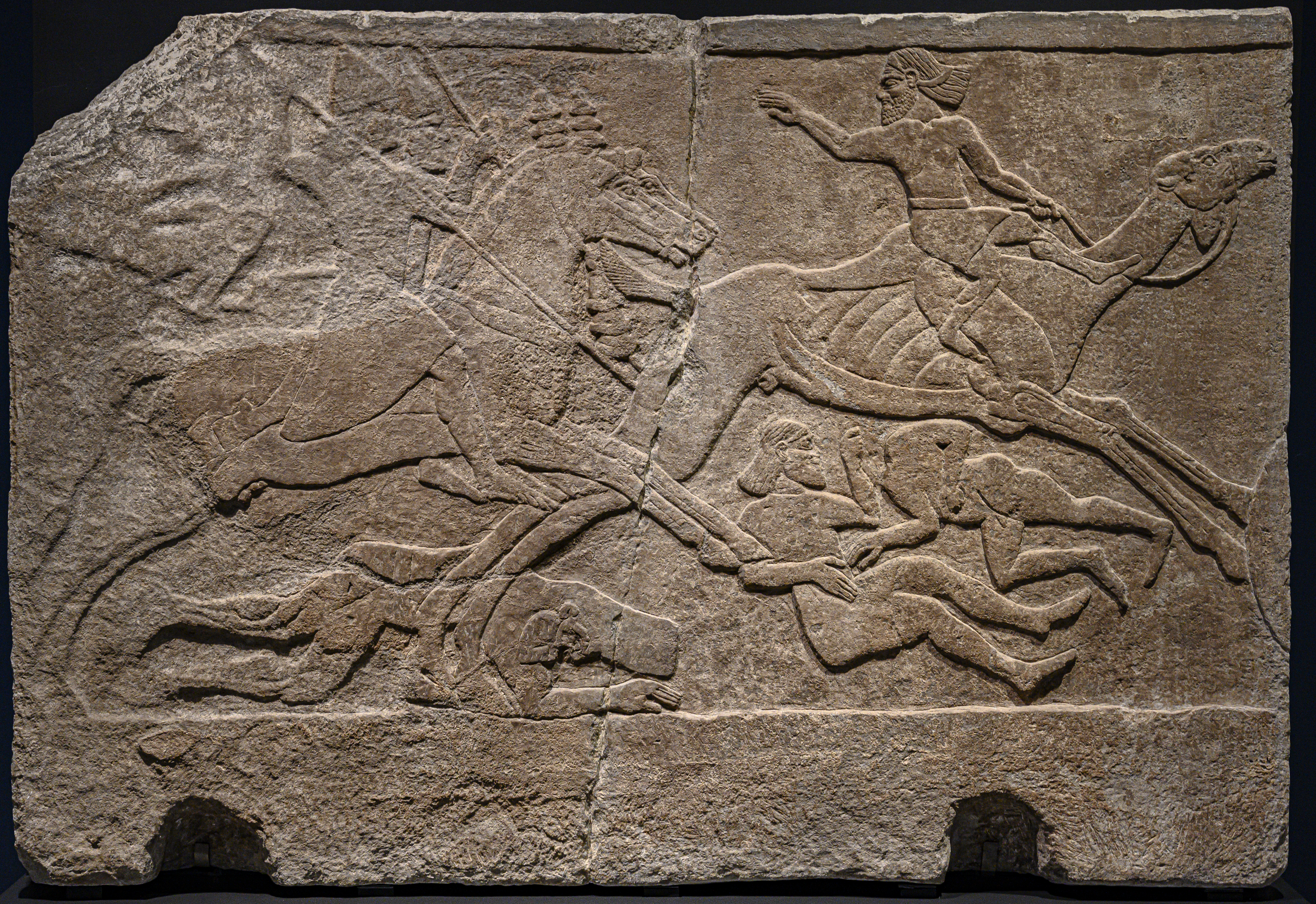
نقش يصور خَيالة آشوريون يُطاردون راكبي الجمال، من كالحو، عَهد «تغلث فلاسر الثالث»، 728 قبل الميلاد، المتحف البريطاني.

كان سَبب استخدام سِلاح الخَيالة مِن قِبل الجَيش الآشوري نتيجةً لظُهور أعداء جُدد في الأراضي الوعرة والجبلية. لا يمكن لعربات الحَرب أن تعمل على أرض وعرة مِما دَفع آشور إلى تطوير تكتيك جَديد. عمل سلاح الخَيالة كعمل فيلق عربات الحَرب، حصانان مع جُندي واحد يسيطر على زمام الأمور بينما كان جندي آخر يستخدم سلاحاً بعيد المدى، يَكون جُنود الخَيالة من جُنود النُخبة المدرعة جيداً والتي يمكن أن تُهيمن على ساحة المعركة وتحول مجرى الحرب. كانت وحدات سلاح الخَيالة مجهزة تجهيزاً جيداً بالدروع الخفيفة والرماح بالإضافة إلى الأقواس والسهام. على مدار قرنين من الزمان، إتقان الآشوريون فن أستِعمال سلاح الخَيالة. ومع ذلك، لم تكُن المُحاولات الآشورية خالية من الصُعوبات. تم استخدام رماة الخيول ولكنهم لم يتمكنوا من استخدام أقواسهم وزمام خيولهم في نفس الوقت. ونتيجة لذلك، تم تَرتيب سلاح الخَيالة تحت قيادة «آشورناصربال الثاني» في أزواج، مع أحد الخَيالة يُمسك بزمام الأمور والآخر يطلق القوس. عانى الآشوريون من مشاكل أقل مع سلاح الخَيالة عندما تم نشرهم كقاطعين.

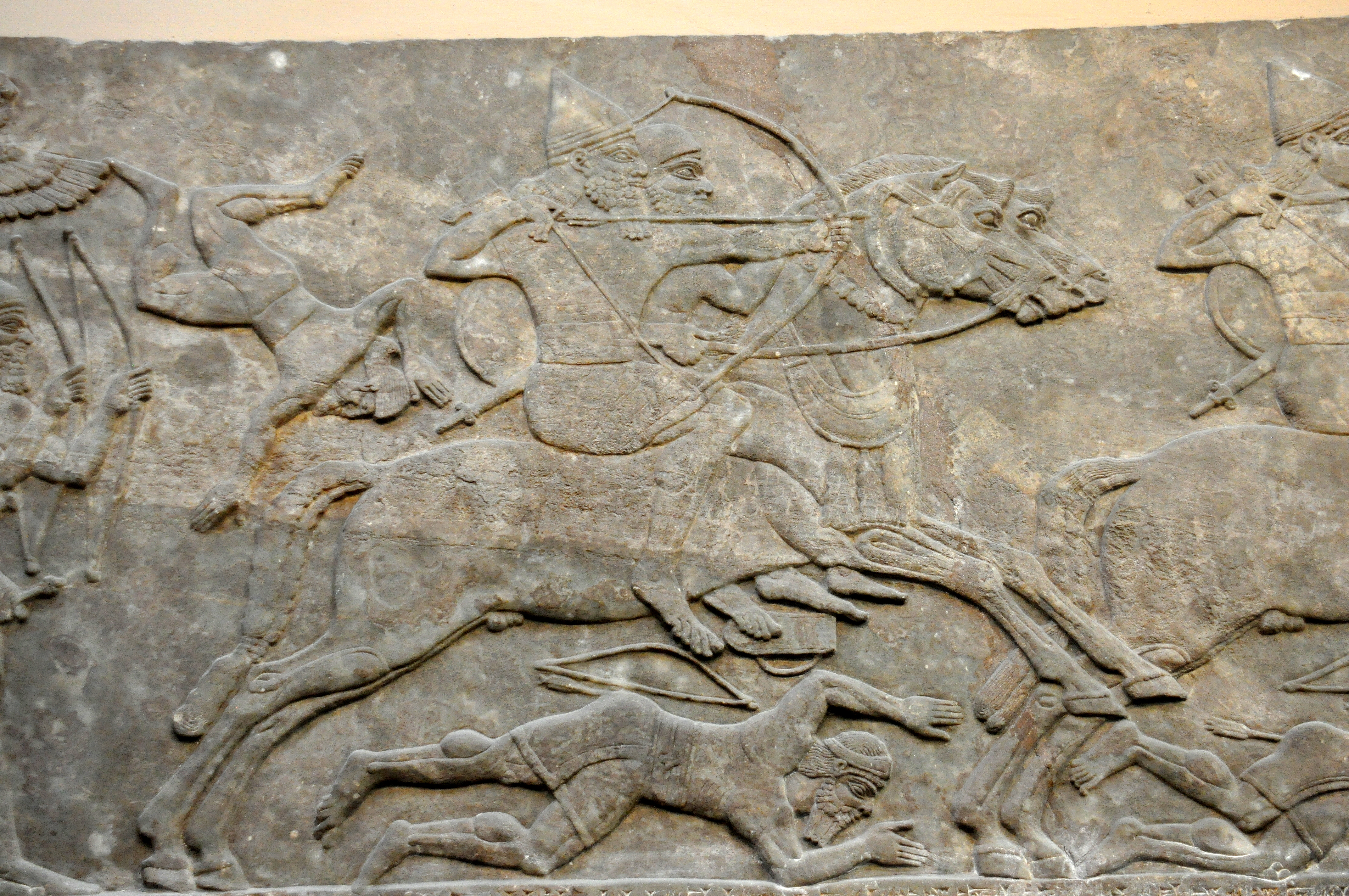
سِلاح الخَيالة الآشوري يهاجم العدو، عهد «آشورناصربال الثاني»، 865-860 قبل الميلاد. في هذه الفترة، كان سلاح الفرسان جديداً نسبياً. المتحف البريطاني.

تحت حكم «تغلث فلاسر الثالث»، استمر إقران سلاح الخَيالة الآشوري، لكن هذه المرة كان كل مُحارب يحمل رمحه الخاص ويسيطر على حصانه. بحلول القرن السابع قبل الميلاد، كان المُحاربون الآشوريون الخيالة مسلحين جيداً بقوس ورمح، ومُدرعين بالدروع الرقائقية، بينما كانت حواملهم مُزودة بدروع من القماش، مِما يوفر حماية محدودة ولكنها مفيدة في القتال المباشر وضد المَقذوفات. كان على الخَيالة أن يشكلوا نواة الجيوش الآشورية اللاحقة. يمكن أن يهيمن سلاح الخَيالة على ساحات القتال، لكن نقطة ضعفهم تَكمُن عند محاولتهم تقسيم قوات العدو المُسَلحة بالرماح الطويلة. كانت الرماح الطويلة قادرة على القضاء على وحدات الخَيالة من مسافة آمنة، مِما سمح لقوات العدو بالاحتفاظ بتَشكيلاتَهُم وبالتالي رَص الخط.

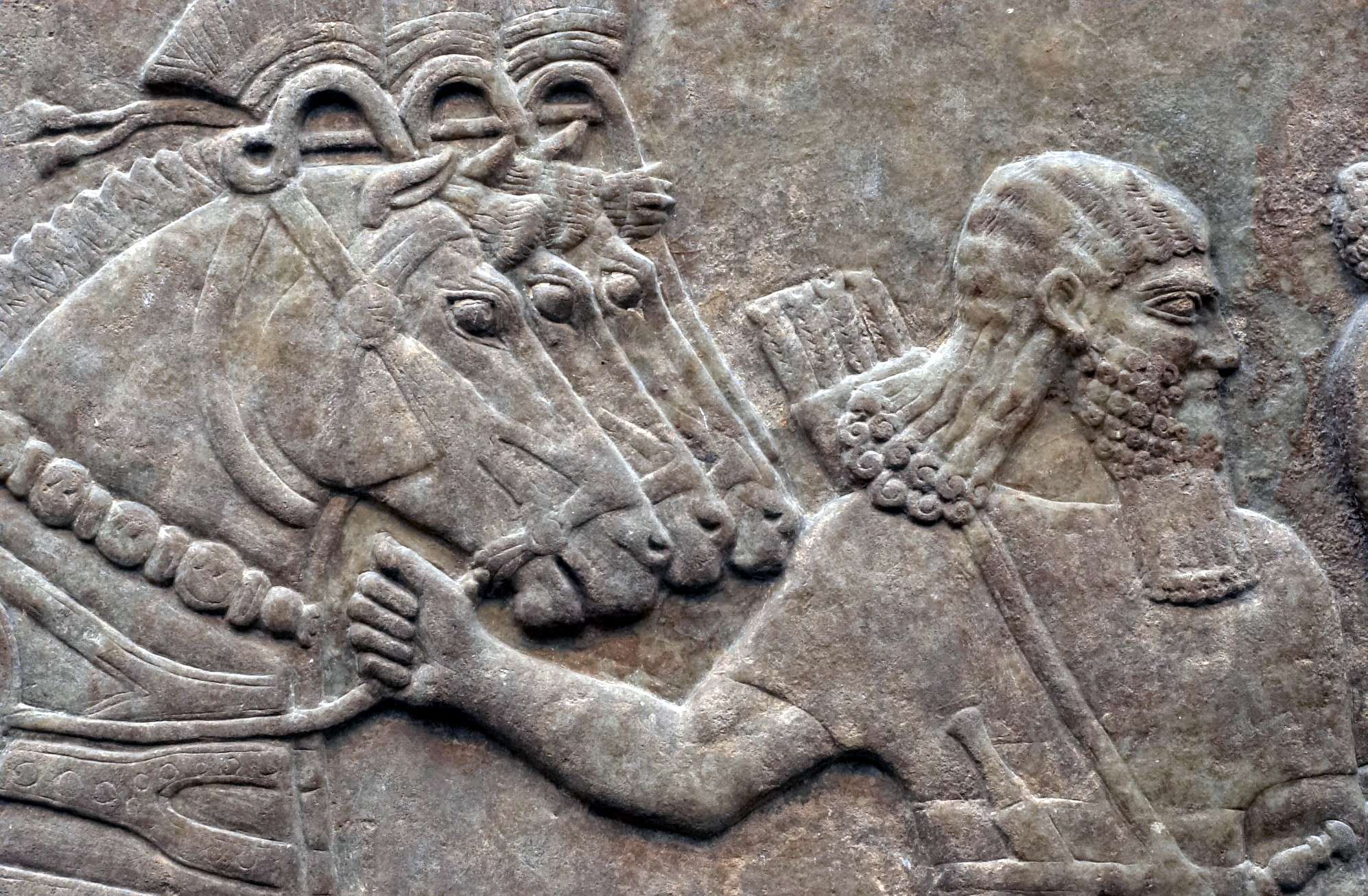
نقش يصور جُندي آشوري مَع مَجموعة خيول، من قصر كالح. مَعروضة في المُتحف البريطاني.

نادراً ما كان الآشوريون أو جُيوش بلاد ما بين النهرين بصورة عامة يستخدمون سِلاح الخَيالة حتى القرن التاسع قبل الميلاد، عندما تم ذكر استخدامها في عهد «توكولتي نينورتا الثاني». قبل ذلك، اعتمد العديد من البدو أو محاربي السهوب الذين داهموا الأراضي الآشورية على سلاح الخَيالة فَقط. كان على الآشوريين مواجهة هذا الشكل المُتحرك من الحرب وبالتالي هزموا خصومهم، ولا سيما العيلاميين، في لعبتهم الخاصة. ربما كان التأثير الخارجي الأكبر هو تأثير الميديين الإيرانيين. وقد ساعدت الإغارة التي قام بها هؤلاء الاقوام على محاولات الآشوريين في بناء سلاح الخَيالة لتدمير مَملكة عيلام. كان على الآشوريين نشر وحدات كبيرة من سلاح الخَيالة؛ بعض الوحدات تكونت من مئات أو حتى ألف فارس. ليس هناك شك في أنه لولا الإمداد المستمر بالخيول، لكانت الآلة الحربية الآشورية قد انهارت. نظراً لأن الإمبراطورية عانت من خسائر مروعة في ظل حملات الغزو التي قام بها «آشور بانيبال»، فقد تكون الثورات التي أعقبت وفاته قد ساهمت بشكل كبير في سقوط الإمبراطورية حيث كان هناك عدد أقل من التوابع المتاحة لدفع جزية الخيول والمواد الحربية الأخرى اللازمة. 
كانت الخيول مورداً مهماً جداً للحرب، وكان الملك الآشوري نفسه مهتماً شخصياً بالإشراف على إمدادات كافية من الخيول. ثلاثة مصادر رئيسية للخيول هي:
- الجزية التي تدفعها الدول التابعة.
- غارات هَدَفُها سرقة الخيول من الأعداء، مثل السكيثيين أو شعوب السهوب الأخرى.
- ضُباط الدولة رفيعو الرتب يشرفون على إنتاج الخيول ويرفعون تقاريرهم إلى المَلك.[25]

تم جلب الخيول من المقاطعات النائية وتم إحضارها للتدريب مع مُجندين جدد للحرب.

### المُشاة

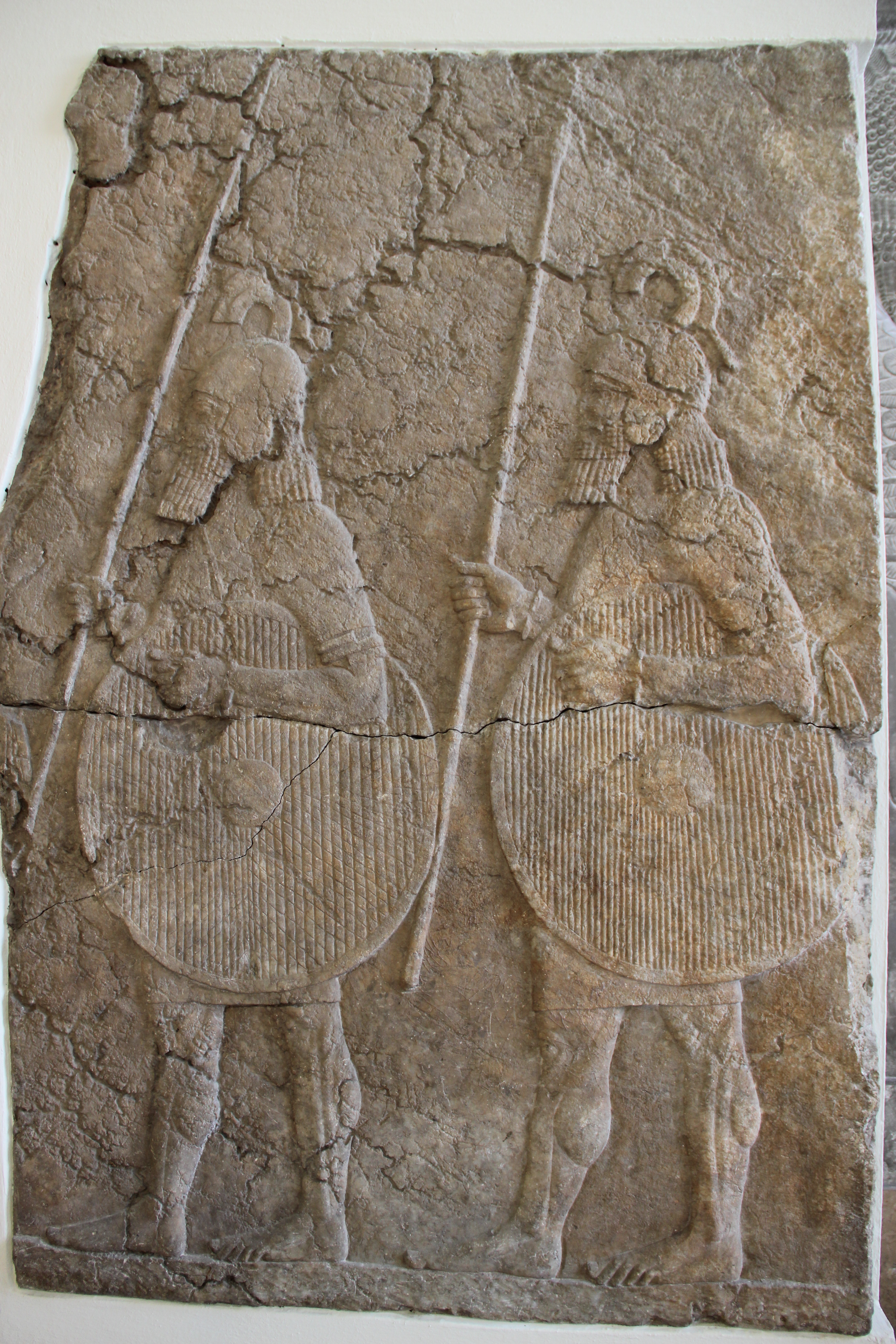
نحت يصور جُنود مُشاة آشوريين. من قصر سنحاريب. متحف بيرغامون، برلين.

في حين أن سلاح الخَيالة الآشوري كان الذراع اليُمنى لجَيش الامبِراطورية، إلا أن سِلاح المُشاة كان أكثر عدداً وأرخص ثمناً. في الظروف المناسبة، كانوا أيضاً أكثر فاعلية، على سبيل المثال في حروب الحصار، حيث لن يكون للتنقل الذي يوفره الخَيالة أي فائدة. كانت المُشاة الآشورية تتألف من كل من الآشوريين الأصليين والأجانب العاملين كمساعدين أو رماة رماح أو قاذفين أو حاملي دروع أو رماة. كان النوع الأخير هو الأكثر انتشاراً في الجيوش الآشورية.

منذ زمن «آشورناصربال الثاني»، كان الرُماة يرافقون حامل درع بينما كان القاذفون يهدفون إلى تشتيت انتباه العدو وخفض درعهم للحماية من الحجارة، وبالتالي السماح للرماة بالرمي فوق جدران الدروع وقتل أعدائهم. حتى في حرب الحصار، تم استخدام الأسهم لطرد المُدافعين عن الجدار بينما يقدم المُهندسون ضد التحصينات.

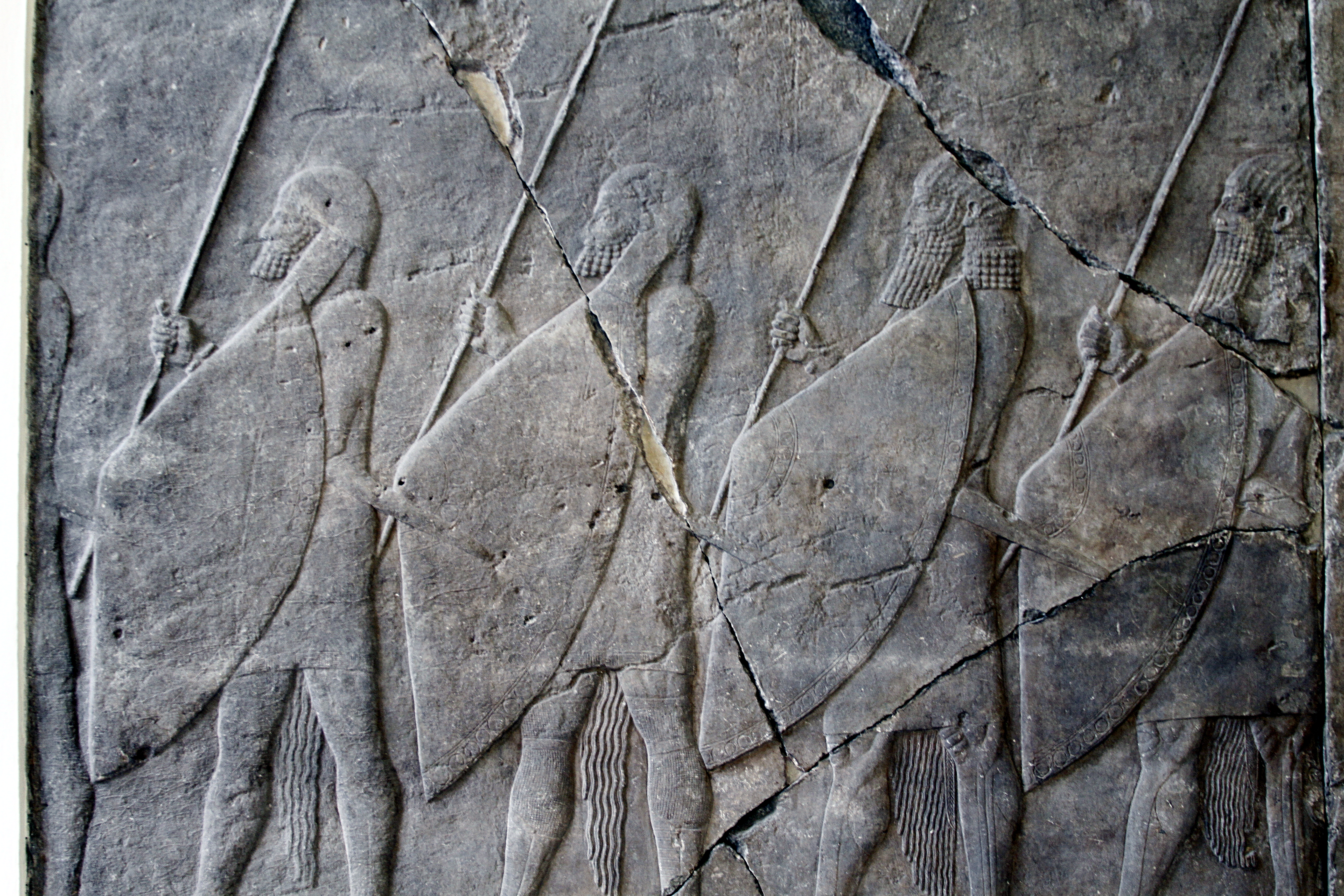
الرماحَ الآشوريون مُصَورين على نَقش في قصر نينوى، القرن السابع قبل الميلاد. معروض في متحف بيرغامون.

تم أستِعمال العديد من أنواع الأقواس المُختلفة من قبل الآشوريين، بما في ذلك الأكدية والسميرية وأنواعهم «الآشورية». ومع ذلك، فمن المُرجح أن هذه كانت مُجرد أشكال مُختلفة للقوس المركب القوي. اعتماداً على القوس، سيكون للرامي مدى يتراوح بين 250 إلى 650 متراً. يمكن إنفاق أعداد هائلة من السهام في المعركة، لذا في التحضير للحرب، يتم عمل العديد من السهام. توجد أيضاً منشآت من شأنها أن تسافر بقطار إمداد الجيش وبالتالي أمداد المزيد من الأسهم.
تم أضافة سِلاح الرَماحة إلى المُشاة الآشوري تحت حُكم «تغلث فلاسر الثالث». من النادر تَصوير المُشاة مع الدُروع المَعدنية الخاصة ذات الحراشف البرونزية في النقوش الآشورية، وتظهر عمليات إعادة تَصوير دُروع الجَيش الآشوري أصغر سترات يصل وزنها إلى 9 كجم، مع بدلات مُدرعة تصل إلى الكاحل ثلاثة أضعاف هذا الوزن مَصنوعة مِن المعدن والجلد.

## الإستراتيجية والتكتيكات

### تكتيكات
بأمر من الإله آشور، الرب العظيم، هرعت إلى العدو مثل الإعصار ... دفعتهم للهزيمة وأرجعتهُم. لقد صدمت قوات العدو بالرماح والسهام. همبان-أونداشا، القائد العام لملك عيلام، مع نبلائه ... لقد قطعت حناجرهم مثل الأغنام ... عجلات مركبتي كانت ملطخة بالدماء والقذارة. ملأت السهل بجثث محاربيهم مثل العشب.

- «سنحاريب» 
تم تصميم الهجمات الآشورية الأمامية لصدم قوات العدو ومفاجأتها. ومع ذلك، فقد كانت أيضاً إستراتيجية تم استخدامها عندما لم يكن الوقت في صالحهم:
«قوات آشور، الذين قطعوا شوطًا طويلاً، وبطيئون جداً في الاستجابة، والذين عبروا وعادوا عبور الجبال الهائلة التي لا تعد ولا تحصى، من مشاكل كبيرة في الصعود والنزول، تحولت معنوياتهم إلى تمرد. لم أتمكن من تخفيف تعبهم، ولا ماء لإرواء عطشهم؛ لم أتمكن من إقامة معسكر أو إصلاح الدفاعات.»

- «سرجون الثاني» 
على الرغم مِما سبق، فإن غريزة «سرجون الثاني» أنقذت الموقف. قاد سرجون قواته المُنهكة، وشن هجوماً مفاجئاً كالصاعِقة على خصومه الأورارتيين. كانت المًعركة شرسة لدرجة أن ملك أورارتو، «أورارتيان» تخلى عن سُلطان دولته ونُبلاؤه و 230 من أفراد العائلة المالكة والعديد من الخَيالة والُمشاة وحتى العاصمة نفسها.

### إستراتيجية الحَرب الشاملة

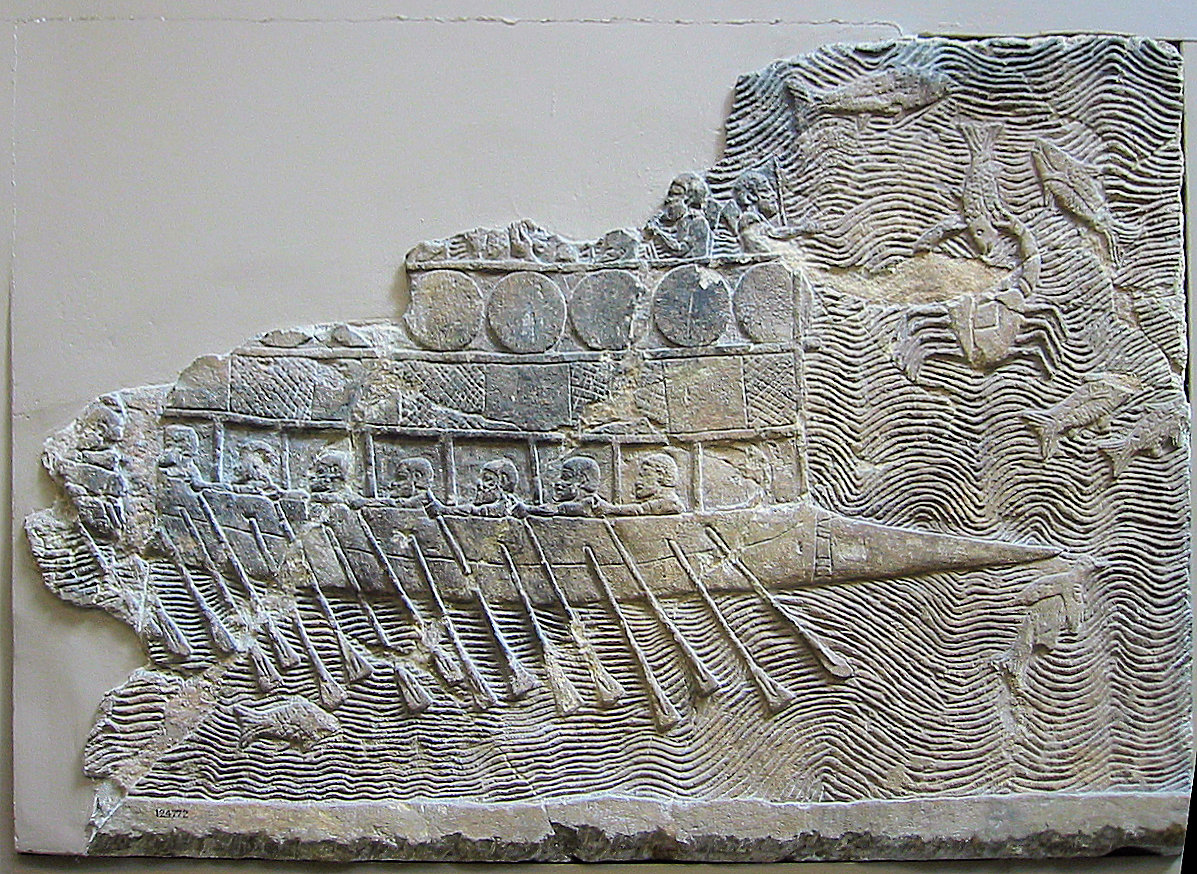
السفن الحربية الآشورية. كان الآشوريون يستخدمونها لنقل الخيول والعربات والإمدادات عبر الأنهار. على الرغم من أنهم وصلوا إلى البحر الأبيض المتوسط في مناسبات عديدة، إلا أن التمردات في الهلال الخصيب كانت ستجعل مثل هذه المغامرات البحرية أمراً مستبعداً.

إن طبيعة بلاد ما بين النهرين، أرض سهلة وخصبة مع القليل من الدفاعات الطبيعية، تعني أن العمليات الدفاعية كانت غير واردة ؛ فقط هجوم حاسم يمكنه الدفاع عن مثل هذه المواقع الضعيفة والقيمة. كانت مدينتا آشور ونينوى محصورتين بين النهرين. كانت نينوى محاصرة ومحمية أكثر من قبل نهر دجلة، بينما كانت آشور، على بعد مسافة مَعقولة من نهر الفرات. وكانت النتيجة أن كلا المدينتين كان لهما قدر من الحماية الطبيعية. ومع ذلك، فإن الأنهار لن توقف الجيش المُصمم، لذا فإن مُهاجمة وتدمير قدرة أعدائهم على شن الحرب كانت أفضل طريقة لضمان بقاء الآشوريين. ولهذه الغاية، سعى الآشوريون إلى مواجهة حاسمة من شأنها تدمير جيوش أعدائهم.

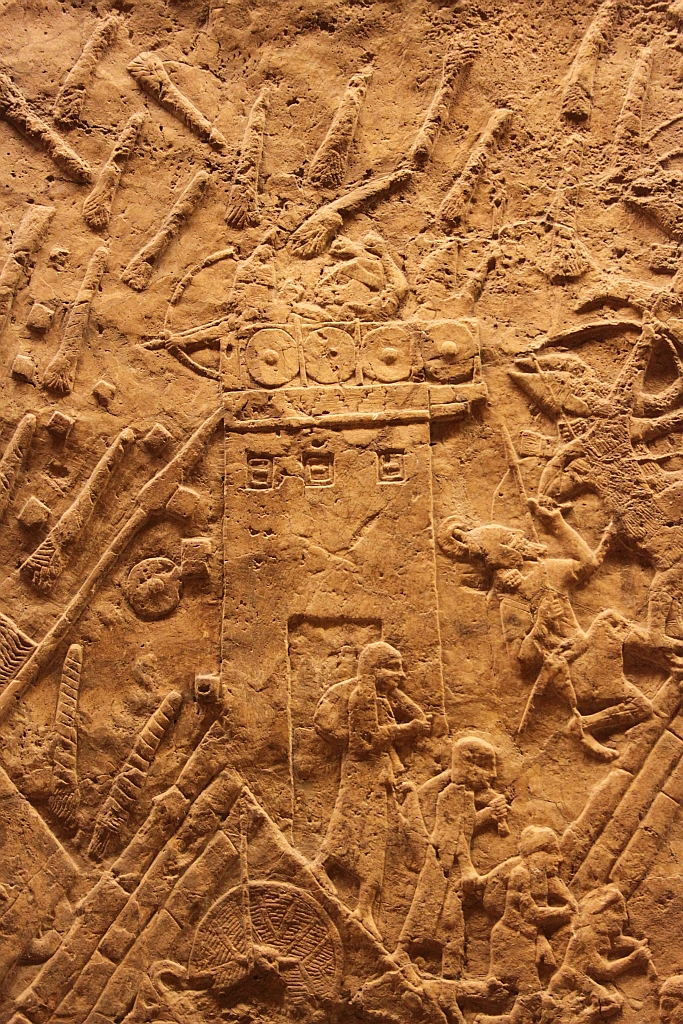
كان أستِعمال برج الحصار أحد التَكتيكات الآشورية لأختراق تَحصينات العَدو. المتحف البريطاني.

الاستعمار: سَيُرسل الآشوريون، بالتزامن مع سياسات الترحيل الخاصة بهم، بعضاً من مواطِنِهُم إلى الأراضي الأجنبية كمُستعمرين. كان الهدف الأساسي من هذه الخُطوة هو إنشاء قَواعد قوى موالية. يمكن زيادة الضرائب والطعام والقوات هناك بشكل مُوثوق به كما هو الحال في وطنهم، أو على الأقل يجب أن يكون هذا هو الأمل. علاوة على ذلك، فإن وجودهم سيحقق فوائد لا حصر لها، مقاومة الغزاة الآخرين، ومقاومة أي تمرد من قبل السُكان الأصليين ومساعدة حُكام المُقاطعات الآشوريين في ضمان ولاء الدول التابعة لآشور.
تدمير المُدن: يجب أن يكون المرء حذراً قبل الافتراض أن الآشوريين استخدموا الحرب الشاملة. ومع ذلك، فمن المَعروف أن الآشوريين، كجزء من استراتيجيتهم الشاملة لإضعاف خصومهم وللانتقام، سوف يدمرون بعنف ما لم يتمكنوا من استعادته أو عدم توطيده. كتب «آشور بانيبال» عن الفتح الآشوري لعيلام:
«لمدة شهر وخمسة وعشرين يوماً، دمرت مقاطعات عيلام. نثرت الملح والشلو فوقها ... غبار سوسة ومداكتو وهالتماش وبقية المدن جمعتهم معاً وأخذتهم إلى أشور ... ضجيج الناس، وطئ الماشية والأغنام، وصراخاهم، الابتهاج نفيته من حقولها. الحمير البرية والغزلان وجميع أنواع الوحوش في السهل جَعَلتُها تستلقي بينهم، كما لو كانَ بَيتَهُم.»

- «آشور بانيبال» 

## الحَرب النفسية
قدر الآشوريون كَثيراً ترويع أعدائهم، من أجل الحفاظ على القوى البشرية للجَيشَ عِند الصِدام، كَون السُمعة الوَحشية لجُنودَهُم تُرهب الاعداء وبالتالي يَخافون المواجَهة أو الأسر. فضل الآشوريون أما قبول استسلام خصومهم أو تدمير قُدرتهم على المُقاومة. وهذا يفسر جزئياً إستراتيجيتهم وتكتيكاتهم التي تَميل للهُجوم.

### الترحيل

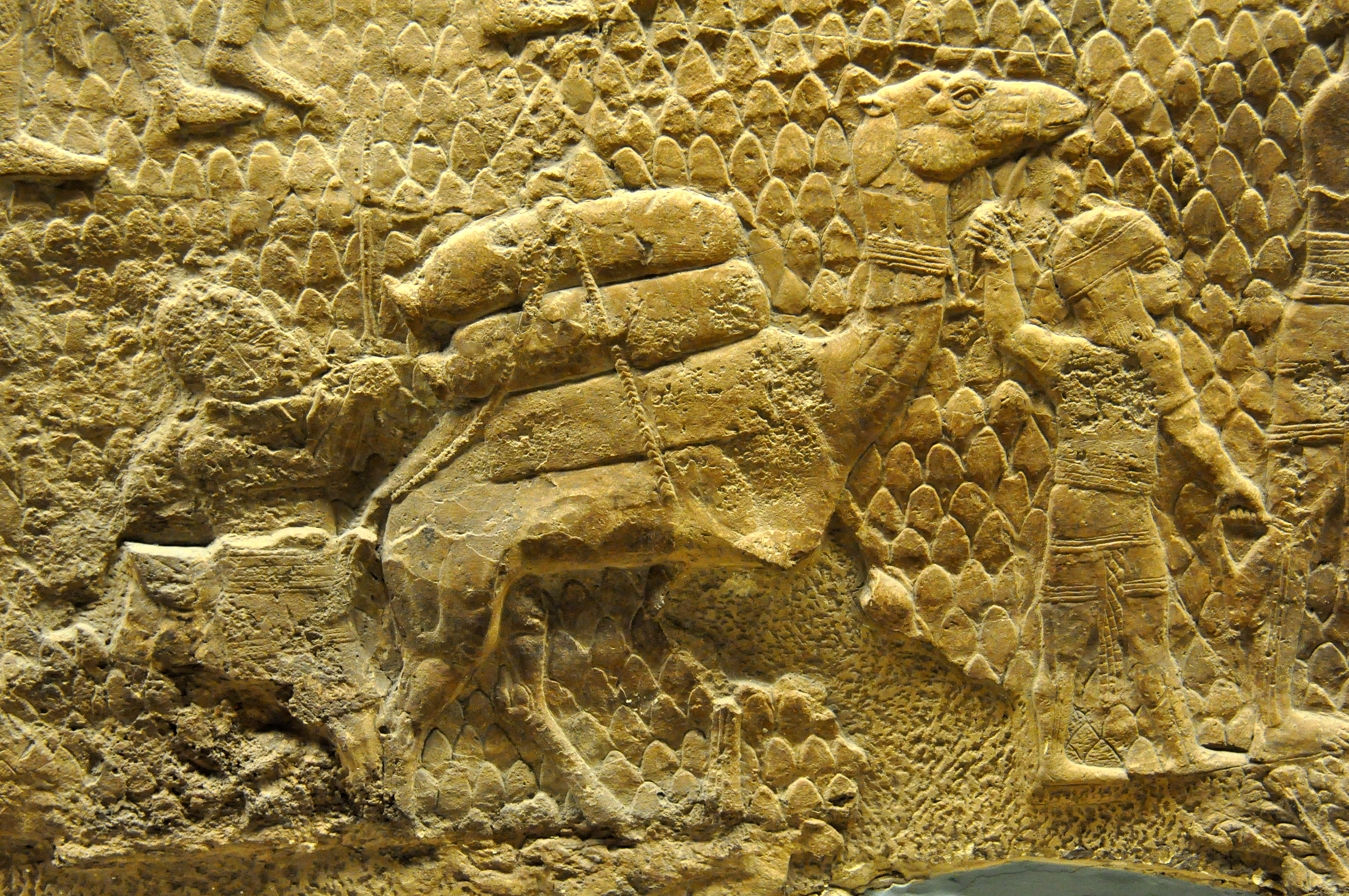
نقش يصور ترحيل سكان مدينة لخيش من قبل الجيش الآشوري بَعد حصار المَدينة في عهد «سنحاريب»، 700-692 قبل الميلاد، من نينوى، العراق. حالياً في المتحف البريطاني.

من غير المَعروف ما إذا كان الآشوريون هم أول من قام بمُمارسات الترحيل، عَدَم وُجود قوة حكمة الهلال الخصيب كما فعلوا، يَدُل على أنهم كانوا أول من مارسَ هذه العَمَلية على نطاق واسع. بدأ الآشوريون في استخدام الترحيل الجماعي كعقاب على التمردات منذ القرن الثالث عشر قبل الميلاد. شملت أغراض الترحيل، على سبيل المثال:
- حرب نفسية: احتمال الترحيل كان من شأنه أن يُرهب الناس.
- الاندماج والتَطَبُع: من شأن وجود قاعدة سكانية متعددة الأعراق في كل منطقة أن يحد من المشاعر القومية، مِما يجعل إدارة الإمبراطورية أكثر سلاسة.
- الحفاظ على الموارد البشرية: بدلاً من القَتل، يُمكن للناس أن يعملوا كعبيد أو مُجندين في الجيش.

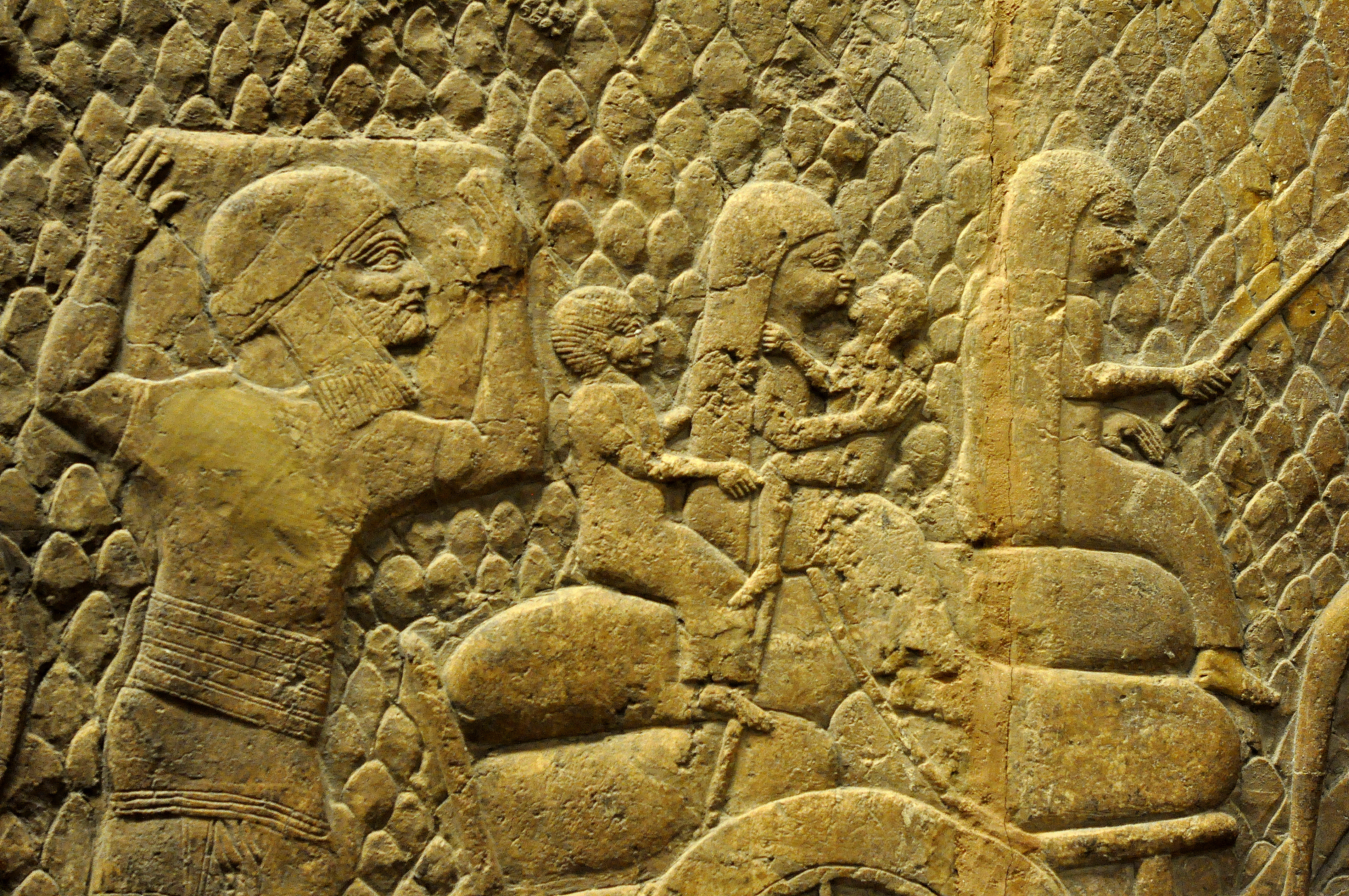
تم ترحيل شعب مملكة يهوذا إلى المنفى بعد سقوط لخيش في أيدي الأشوريين.

بحلول القرن التاسع قبل الميلاد، اعتاد الآشوريون على ترحيل الآلاف من الرعايا إلى أراض أخرى بشكل مُنتظم. إن إعادة توطين هؤلاء الأشخاص في الأراضي الآشورية كان سيقوض قوة الإمبراطورية إذا تمردوا مرة أخرى. نتيجة لذلك، تضمن الترحيل الآشوري إزالة مَجموعة من السكان الأعداء وتوطينهم في مُجتمع آخر. فيما يلي قائمة بعمليات الترحيل التي قام بها الملوك الآشوريون:
- 744 قبل الميلاد: «تغلث فلاسر الثالث» يُرحل 65.000 شخص من إيران إلى الحدود الآشورية البابلية عند نهر ديالى.
- 742 قبل الميلاد: «تغلث فلاسر الثالث» يُرحل 30.000 شخص من حماة سوريا وجبال زاغروس في الشرق.
- 721 قبل الميلاد: «سرجون الثاني» (مَزعوم) يُرحل 27.290 شخص من السامرة وإسرائيل وقام بتفريقهم في جميع أنحاء الإمبراطورية. لكن من المُرجح أن سلفه المخلوع «شلمنصر الخامس» أمر بهذا الترحيل.
- 707 قبل الميلاد: «سرجون الثاني» يُرحل 108.000 شخص كلداني وبابلي من المنطقة البابلية.
- 703 قبل الميلاد: «سنحاريب» يُرحل 208.000 شخص من بابل.

أعاد «تغلث فلاسر الثالث» تقديم مُمارسات الترحيل في الأمبِراطورية الآشورية على نطاق واسع، حيث قام بترحيل عشرات، بل وحتى مئات الآلاف من الأشخاص. كما اقترنت عمليات الترحيل بالاستعمار.

### التَعامل مع المُتمردين
كلما اندلع تمرد داخل أراضي الإمبراطورية الآشورية، سحقه المُلوك الآشوريون بوحشية (كبديل للترحيل) وفرضوا عقوبات شديدة على التابعين المُتمردين. أكد «آشورناصربال الثاني» أن المُتمردين الذين واجههم سوف يتم سحقهم بنفس القسوة حتى لا يقوم خصومه بذلك مرة أخرى. في إحدى بعثاته، وصف «آشورناصربال الثاني» كيف واجه المُتمردين، حيث تعرضوا للسلخ، والتخوزق، وقطع الرؤوس، أو حرقهم أحياء:
«لَقَد قتلتُ 3000 مِن مُقاتليهُم بالسَيف. رِجالهُم صِغارا وكِبارا أُخِذَت أسرى. منَ البَعض قَطعت ارجُلهم وايديهُم. وآخرون أقطعْ آذانُهم وأنوفهم وشَفاهَهم. من آذان الشُبان صَنعت كومَة. ومن رؤوس المُسنين صَنعت مئذنة. لقد عَلَقت رؤوسَهم عَلى الأشجار كتذكار أمام مدينَتهم. الأطفال الذكور والأطفال الإناث أحرَقتُهم بنيران المَدينة التي دمرتُها.»

- «آشورناصربال الثاني» 
نجحت المُعاملة الوحشية «لآشورناصربال الثاني» في تهدئة نَشاط المُتمردين. أثناء حملته العَسكرية في سوريا، تمكن من تَجنيد عدد كبير من الجنود من بلاد ما بين النهرين، دون الخوف من قطع المُتَمردين لخطوط إمدادهم. لقد نجحوا في وحشيتهم في مدن شمال سوريا حيث تم تسليم العديد من المستوطنات الأصغر على الفور دون قِتال، ثم ساروا جنوباً بموازاة البحر المتوسط. اعتبر الآشوريون أن ملوكهم يحكُمون بأمر الآلهة (أو الإله آشور). أن تتمرد على خادم آشور الأكثر تواضعاً، فهذا يعني تحدي آشور نفسه، وهو أمر لا يمكن إلا أن يجلب الدمار الإلهي.
ومن الأعمال الوحشية الأخرى: الاغتصاب، وتشويه الرجال حتى الموت، ووضع الرؤوس والذراعين واليدين والشفتين أسفل جُدران المدينة المُحتلة، والجماجم والأنوف على الأوتاد. كذلك أيضاً تكديس الجثث أو حتى تقطيعها وإطعامها للكلاب. في بعض المُناسبات، وهكذا يتجول الناس وهم يتحدثون عن الرعب الآشوري وبالتالي إحباط معنويات السُكان المحليين للمُدن المُحتلة.

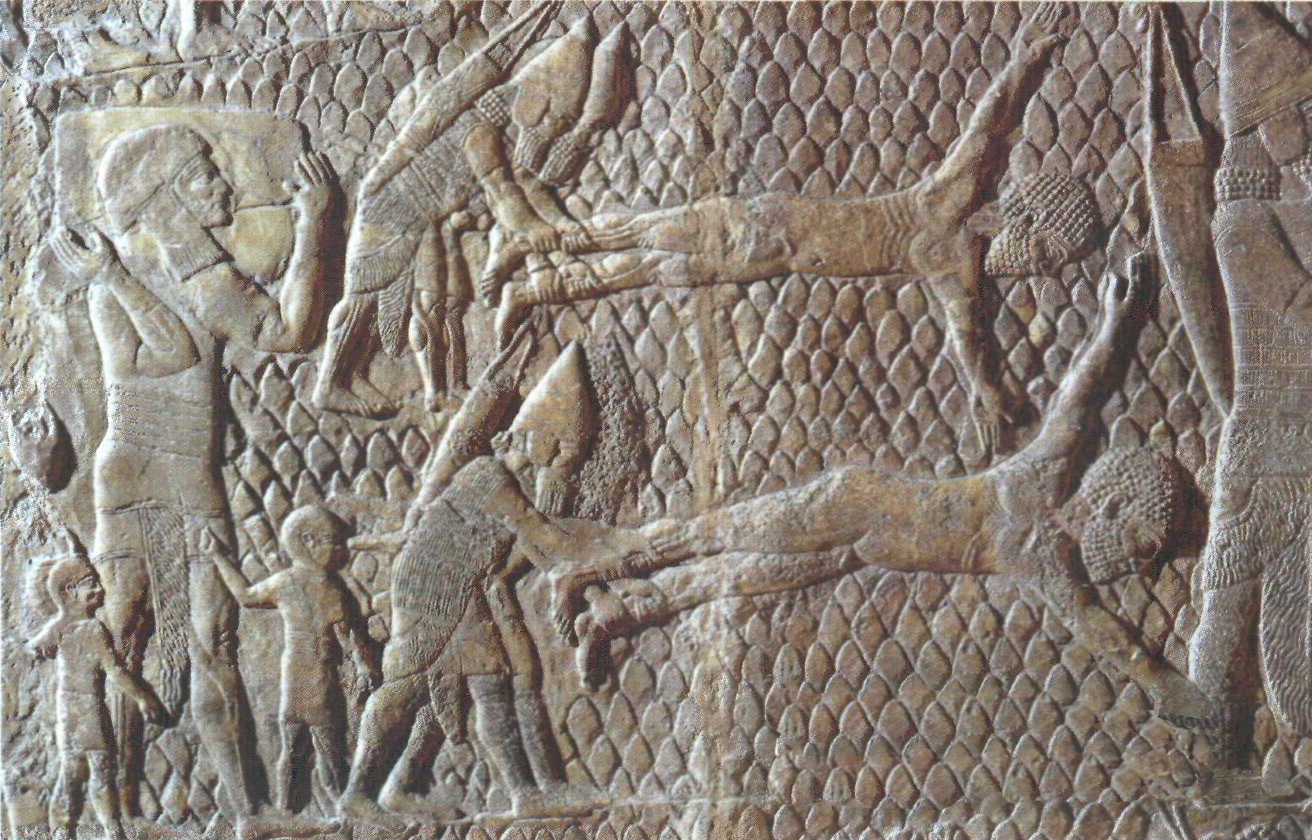
جُنود آشوريون يسلخون سجناءهم أحياء.
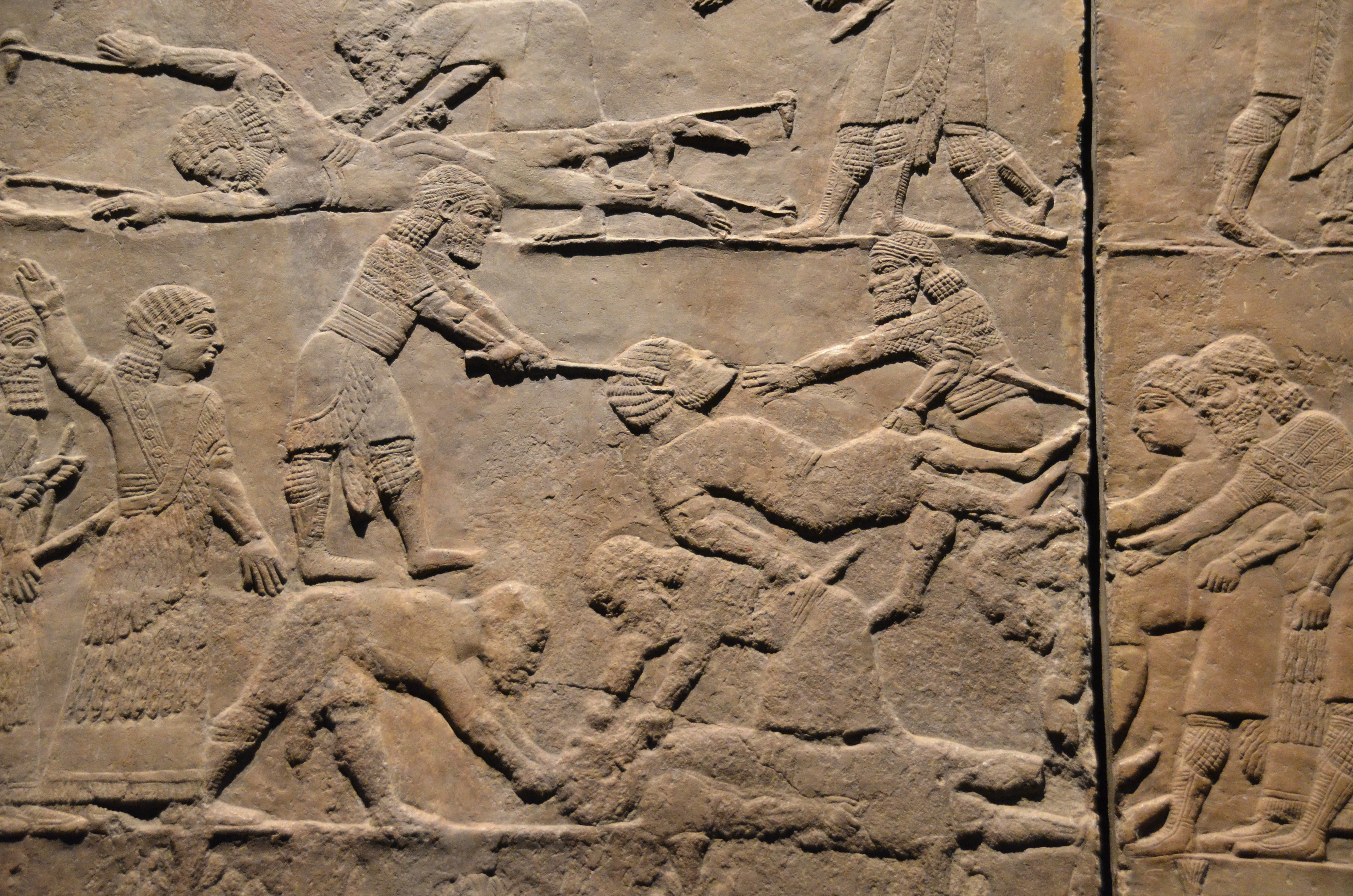
إزالة لسان وسلخ زُعماء العيلاميين، 653 ق.م. المتحف البريطاني.
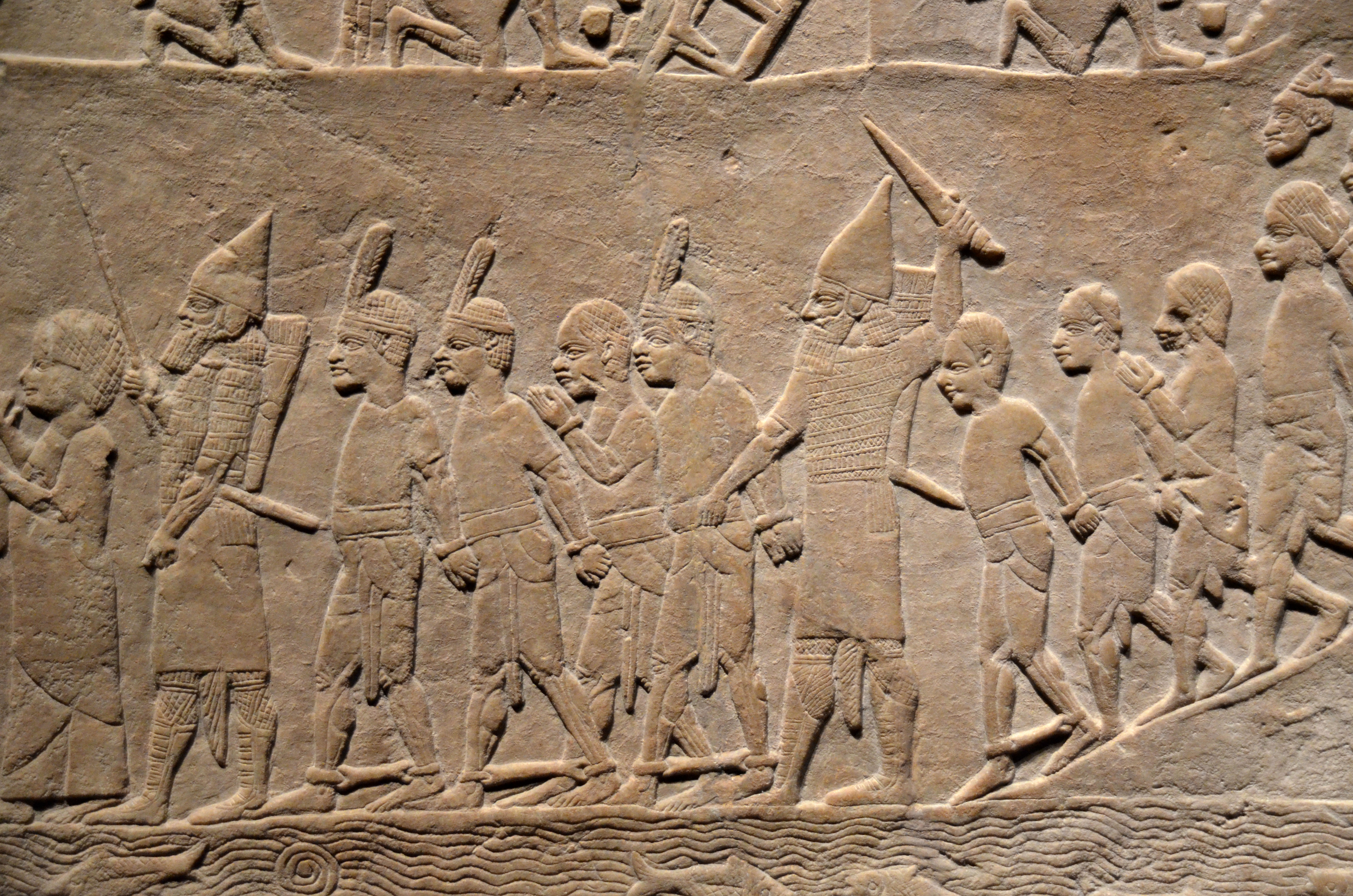
سجناء مصريون برفقة حراس آشوريون خارج أحد المُدن المصرية. المتحف البريطاني.
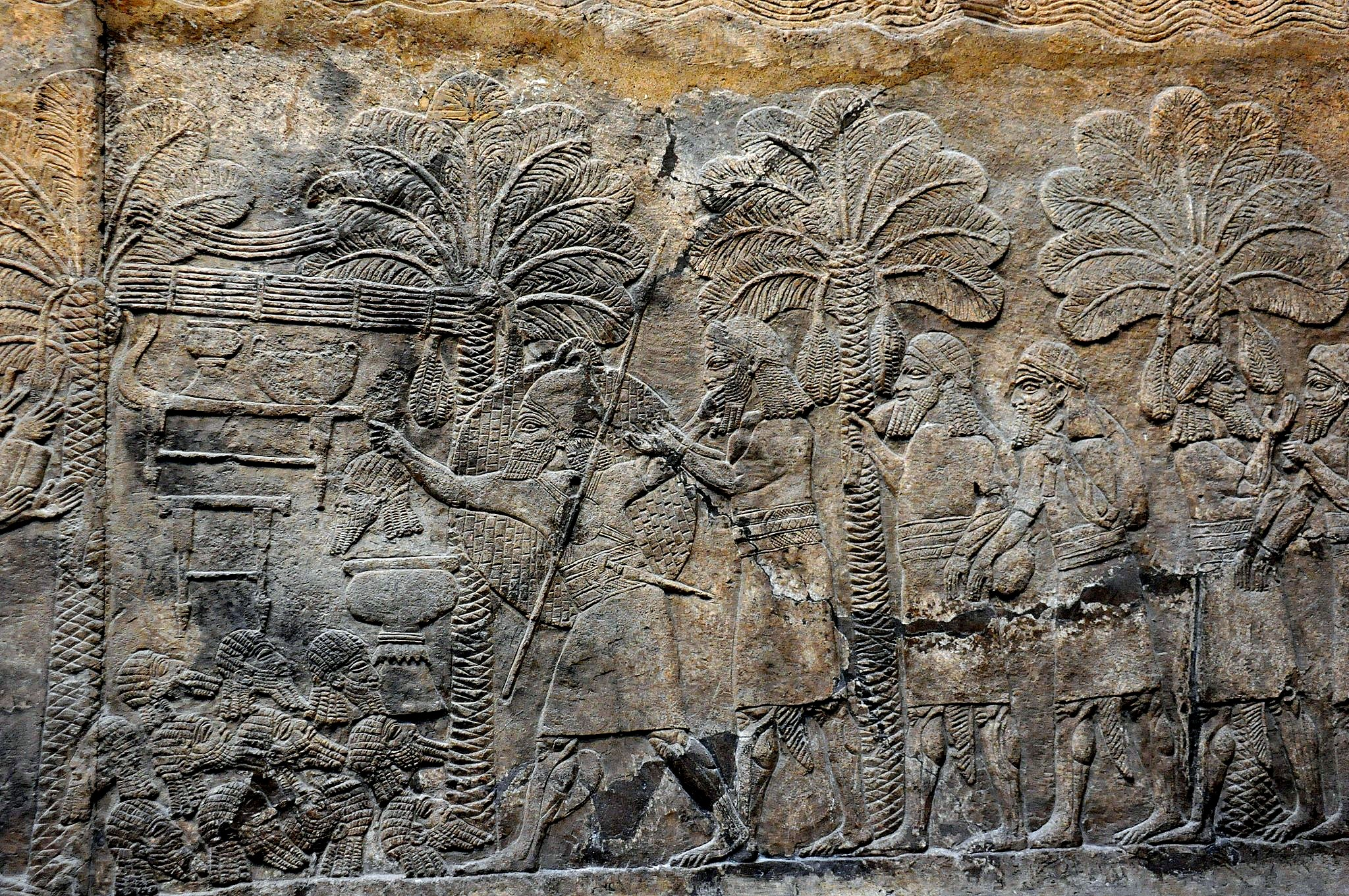
جُنود آشوريين يَحمِلون عَشرات الرؤوس المَقطوعه بَعد حَملة عَسكرية ناجِحة في جنوب بلاد الرافدين 640-620 ق.م. المتحف البريطاني.
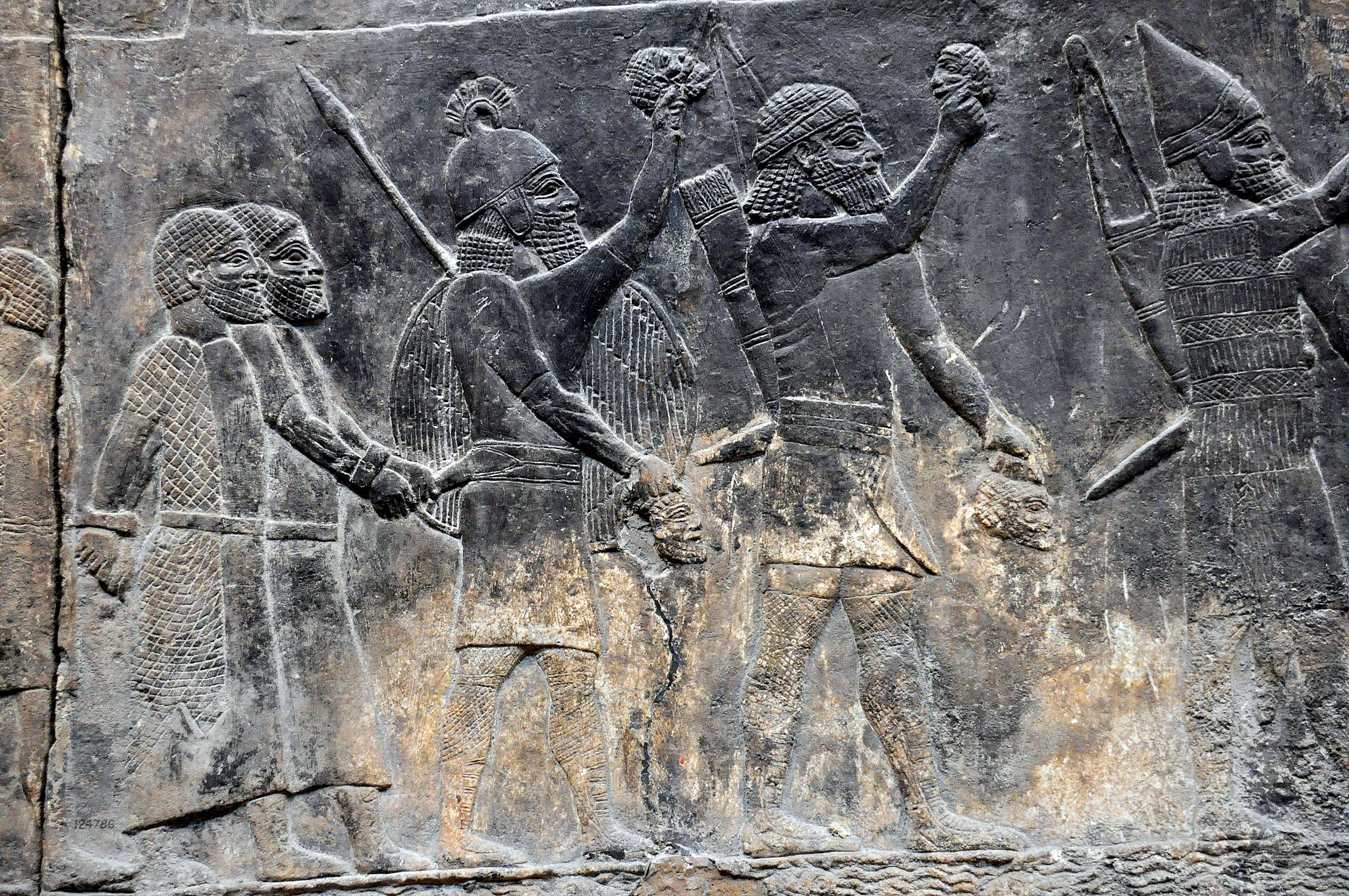
جُنود آشوريون يحملون رؤوس أسراهُم المقطوعة، تَعود إلى عهد «سنحاريب»، 700-692 ق.م. من القصر الجنوبي الغربي في نينوى، العراق. المتحف البريطاني، لندن.
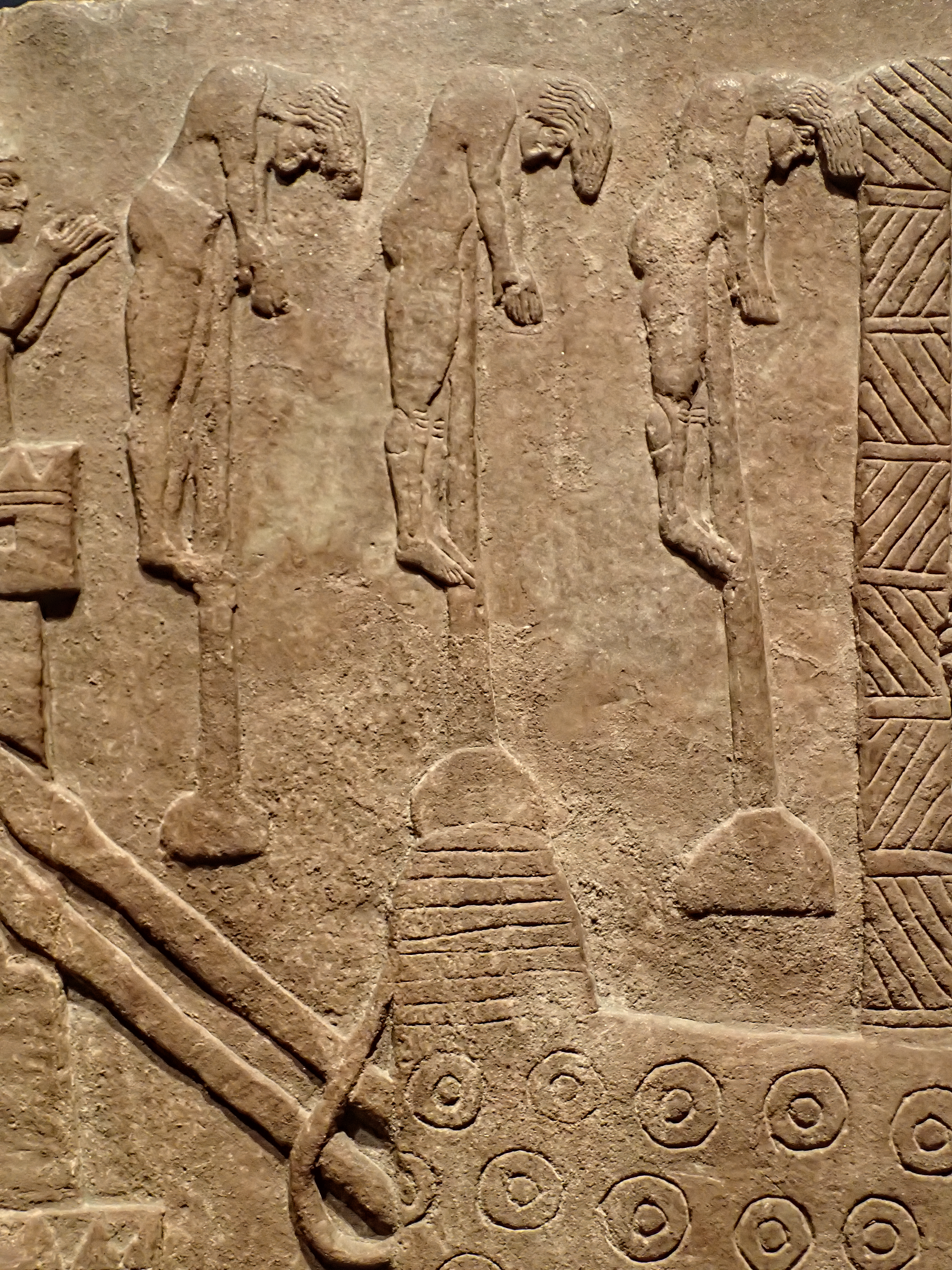
أسرى مخوزقين بَعدَ هجوم للقوات الآشورية على بلدة معادية، عهد «تغلث فلاسر الثالث» 720-737 قبل الميلاد. المتحف البريطاني.
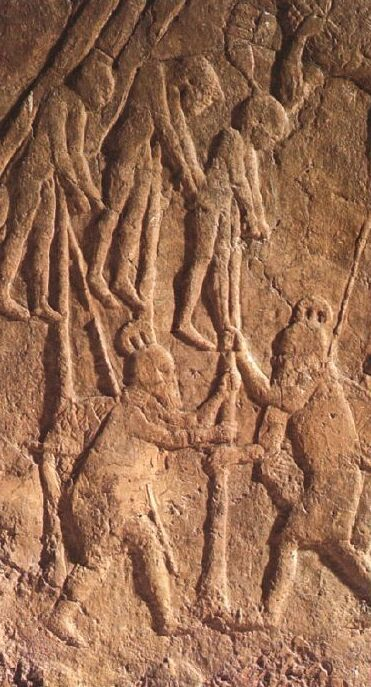
جُنود آشوريون يخوزقون اليَهود، عهد «سنحاريب».

## حرب الحصار

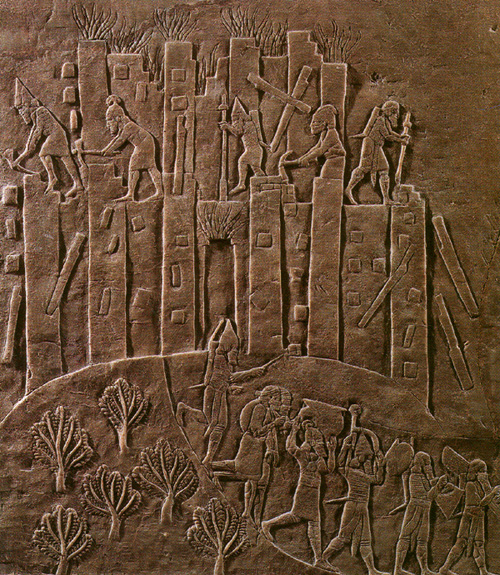
نهب الآشوريون لهامانو. تسجيل لحملة «آشور بانيبال» المُدَمرة ضدَ عيلام عام 647 قبل الميلاد. هنا، تتصاعد ألسنة اللهب من المدينة حيث أسقطها الجنود الآشوريون بالمعاول والعواميد وحملوا الغنائم.

في عام 647 قبل الميلاد، قام الملك الآشوري «آشور بانيبال» بتدمير مدينة سوسة العيلامية نَتيجة مُشاركة سُكانَها خلال الحرب مَع الجانب الآخر. كشف اللوح الذي اكتشفه أوستن هنري لايارد في نينوى عام 1854 بأن المَلك كان «مُنتقم»، يسعى إلى الانتقام من الإهانات التي أوقعها العيلاميون على بلاد ما بين النهرين على مر القرون. «آشور بانيبال» يملي عقاباً آشوريا بعد حصاره الناجح بسوسة:
«سوسة، المدينة المقدسة العظيمة، مسكن آلهتهم، مقر أسرارهم، غُزت. دخلت قصورها وفتحت خزائنهم حيث كانت الفضة والذهب والبضائع والثروات ... دمرت زقورة سوسة. لقد حطمت أبواقها النحاسية اللامعة. لقد قللت من معابد عيلام إلى الصفر. آلهتهم وآلهاتهم بُددت للريح. لقد دمرت قبور ملوكهم القدامى والحديثين، وعرضتوها للشمس، وحملت عظامهم نحو أرض آشور. لقد دمرت مقاطعات عيلام وزرعت الملح في أراضيهم.»

- «آشورناصربال الثاني» 
لم تكن السهول والأراضي الخصبة في بلاد ما بين النهرين مثالية للحرب فحسب، بل جَذبت الحرب أليها. طمع بها الغزاة من جميع الأمم داخل أراضي الآشوريين: السكيثيون في الشمال، والسوريون والآراميون والكيميريون من الغرب، والعيلاميون من الشرق، والبابليون من الجنوب. في الواقع، هذا الأخير لم يتعب من التمرد على الحكم الآشوري أبداً. نتيجة لذلك، من أجل منع مرور العَربات الحَربية والخَيالة الأشوريون، شيدت هذه المستوطنات الجُدران على الرغم من أنها غالباً ما تكون من الطين لأن الحجر لم يكن رخيصاً ولم يكن متاحاً بسهولة. من أجل تدمير أطماع الخصوم، كان لا بد من الاستيلاء على هذه المُدن، وهكذا سرعان ما أتقن الآشوريون حرب الحصار؛ يزعم «أسرحدون» أنه استولى على ممفيس، عاصمة مصر في أقل من يوم، مما يدل على ضراوة ومهارة تكتيكات الحصار الآشوري في هذا الوقت:
«لقد قاتلت يومياً دون انقطاع ضد طهارقة، ملك مصر وإثيوبيا، الشخص الملعون من قبل كل الآلهة العظماء. ضربته بنقطة سهامي خمس مرات مما أصابته بجروح لا ينبغي أن يبرأ منها، ثم حاصرت ممفيس محل إقامته الملكي، وقمت بغزوها في نصف يوم بالألغام والخروقات والسلالم.»

- «أسرحدون» 
كان الحِصار مكلفاً من حيث القوة البشرية وأكثر من ذلك إذا تم شن هجوم للسيطرة على المدينة بالقوة، كلف حصار لخيش الآشوريين ما لا يقل عن 1500 رجل تم العثور عليهم في مقبرة جماعية بالقرب من لخيش. قبل ظهور الجيوش النظامية، كان أفضل أمل للمدينة المُحاصَرة هو أن يجبر مَوسم الحصاد جُنُد العدو على العودة إلى حقولهم وبالتالي التخلي عن المدينة. ومع ذلك، مع إصلاحات«تغلث فلاسر الثالث»، تم تشكيل أول جيش نظامي لآشور، وبالتالي يمكن أن يحاصر المَدينة حتى أستسلامها. ومع ذلك، فمن المعروف أن الآشوريين فضلوا دائماً الاستيلاء على مدينة عن طريق الهجوم المُباشر بدلاً من الاستقرار في حالة حصار، كَون طَريقة الهُجوم ستتبعُها إبادة أو ترحيل للسُكان، وبالتالي تخويف معارضي آشور ودفعهم إلى الاستسلام أيضاً.

### أسلحة الحصار

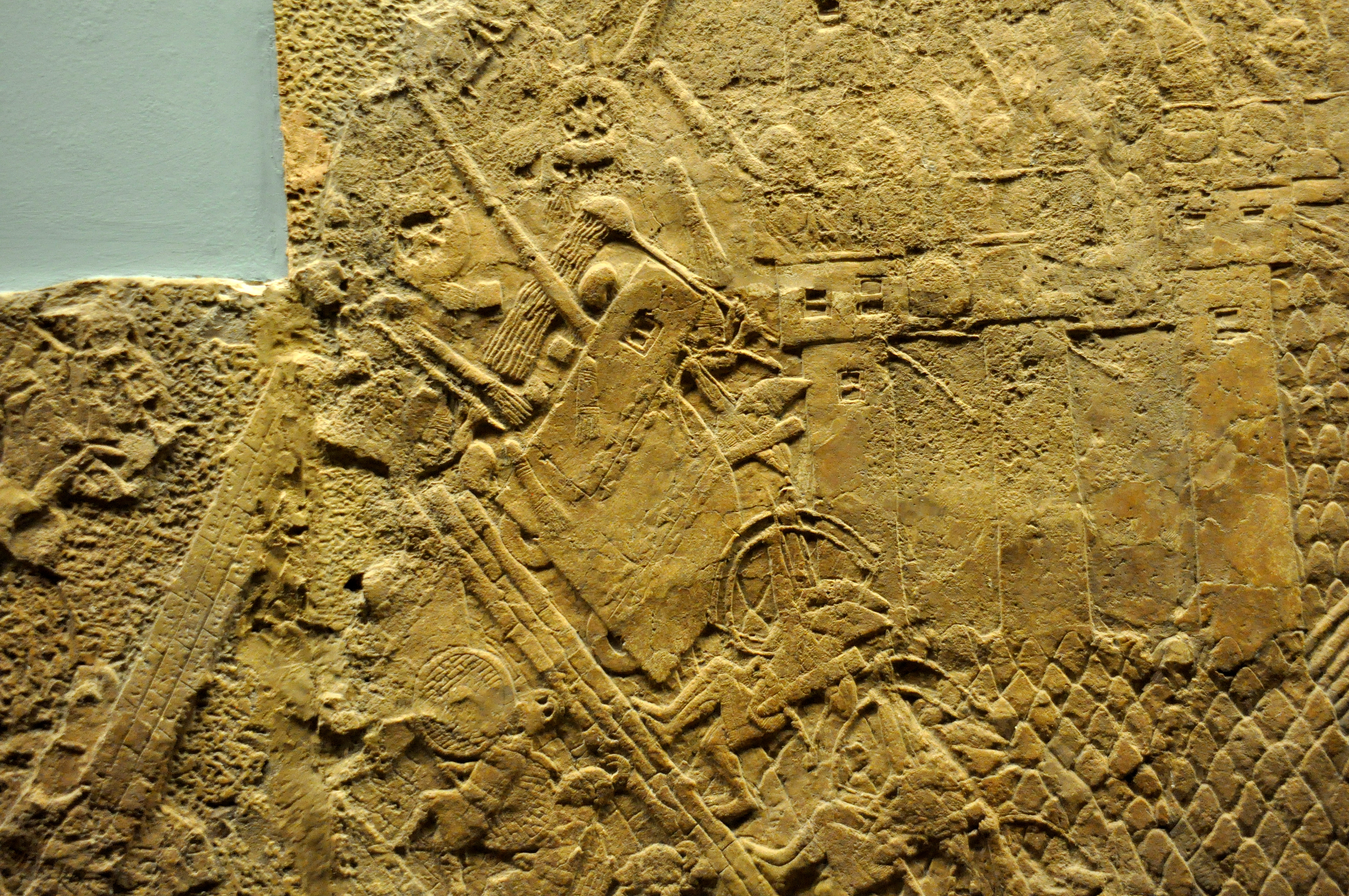
آلة حصار آشورية تُهاجم سور مدينة لخيش أثناء حصار المَدينة.

سلاح الحصار الأكثر شيوعاً والأرخص بكثير هو السلم. ومع ذلك، من السهل إسقاط السلالم ولذا كان الآشوريون يمطرون خصومهم بالسهام لتوفير غطاء من النيران. سيتم دعم هؤلاء الرماة بدورهم من قبل حاملي الدروع. من بين الطرق الأخرى لتقويض دفاعات الأعداء هيَ عَمَلية الحَفر. يصور نَقش بارز آشوري يعود إلى القرن التاسع الجنود يستخدمون السلالم لتوسيع الجدران، بينما يستخدم آخرون رماحهم لكشط الطين من أسفل الجُدران. كما تم تصوير جندي تحت جدار المَدينة، مما يشير إلى أن عَمَلية الحَفر قد تم استخدامه لتقويض الأساسات وهدم الجُدران.

يبدو أن المِدق هو أحد أفضل المساهمات الآشورية في حرب الحصار. كانت تتألف من إطار خشبي يشبه الخزان على أربع عجلات. كان هناك برج صغير في الأعلى للرماة لتوفير تغطية النيران أثناء تحرك المُحرك للأمام. عندما تصل إلى وجهتها، يتم استخدام سلاحها الأساسي، وهو رأس حَديدي كبير، لضرب وتكسير أجزاء من جدار العدو. في حين أن هذا قد يكون عديم الفائدة تقريباً ضد الجدران الحجرية، يجب على المرء أن يضع في اعتباره أن الطين وليس الحجر كان يستخدم لبناء الجدران. حتى عندما تجف، يمكن مهاجمة هذه الجدران الطينية بمثل هذه المُحركات.

تم تقوية الجدران بمرور الوقت واستجاب الآشوريون ببناء محركات حصار أكبر بـ «رأس حَديدي» أكبر. بمرور الوقت، كانت تشبه إلى حد كبير جذعاً كبيراً وطويلًا مع رأس حَديدي في النهاية. حتى الحجر لن يتحمل ضَرب هذا السِلاح. تَطَلبت المحركات الأكبر عدداً أكبر من الرماة لتوفير الغطاء لحامله. من أجل حماية المِدق من الأحتراق سيتم تغطيته بجلود الحيوانات الرطبة. والتي يمكن سقيها في أي وقت في المَعركة في حالة جفافها.
«استوليت على 46 بلدة ... بَنيت المُنحدرات لتَسهيل سَير المدق، بهجمات المُشاة والألغام والخروقات وآلات الحصار»

- «سنحاريب»
أبراج الحصار، حتى تلك التي يمكنها الطفو، قد استُخدمت كلما كان هُناكَ جُدراناً تواجه نهراً.
.

حصار الآشوريين لمدينة ممفيس، أثناء الفتح الآشوري لمصر عام 667 قبل الميلاد. منحوتة في 645-635 قبل الميلاد، تحت حُكم آشور بانيبال. المتحف البريطاني.
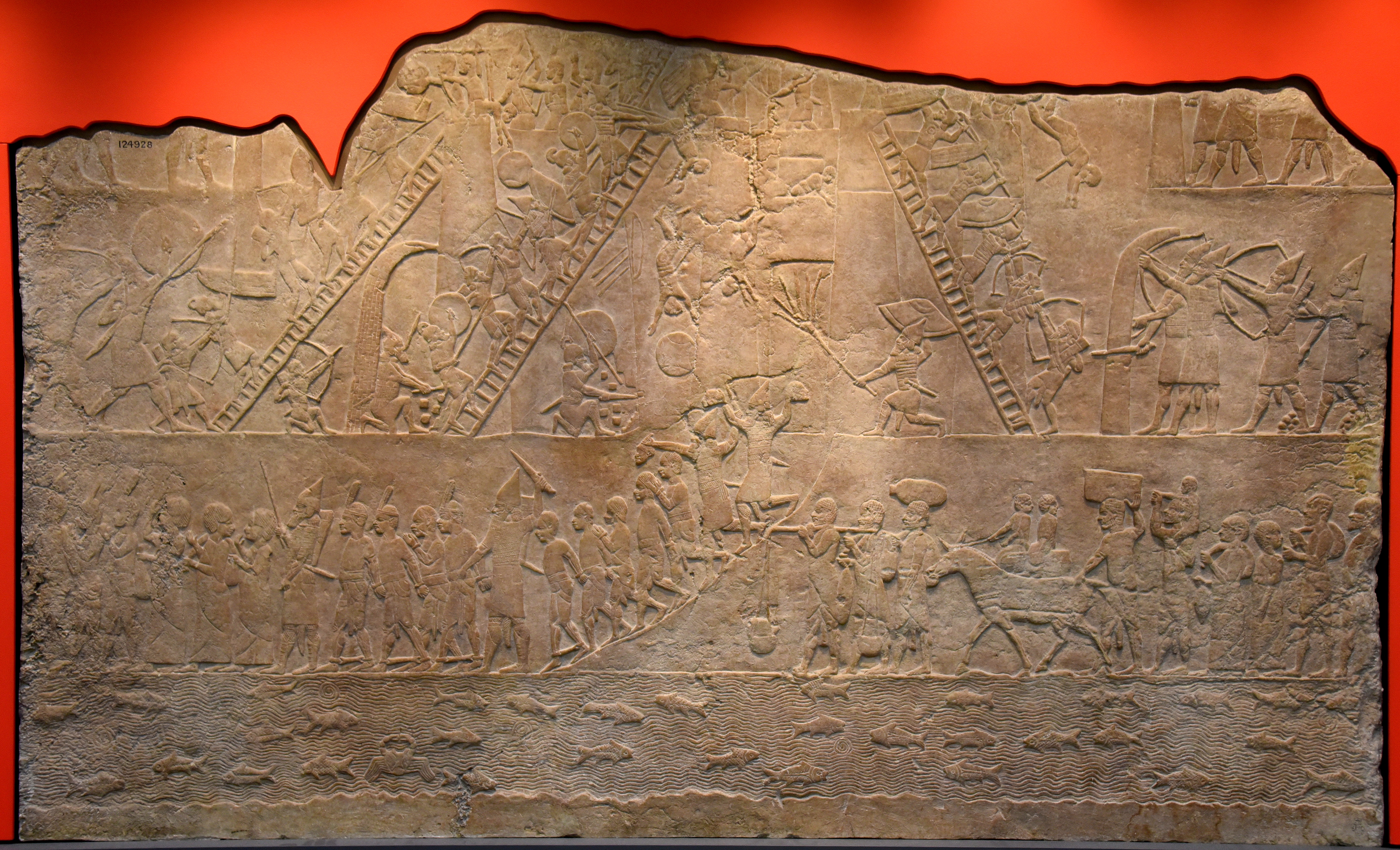
حصار الآشوريين لمدينة ممفيس، أثناء الفتح الآشوري لمصر عام 667 قبل الميلاد. منحوتة في 645-635 قبل الميلاد، تحت حُكم آشور بانيبال. المتحف البريطاني.
- حصار مدينة ممفيس.
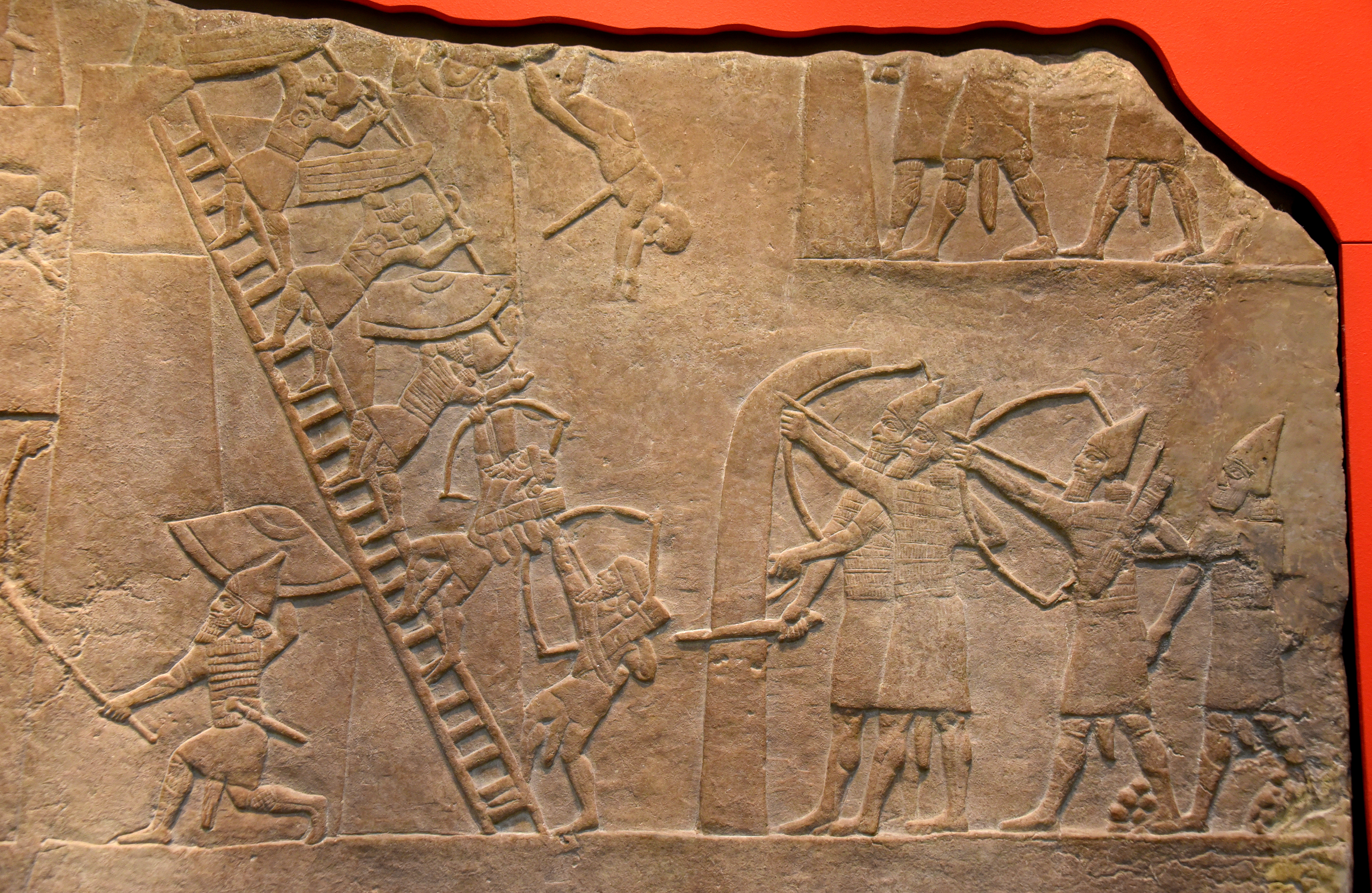
أستعمال الجَيش الآشوري للسَلالم.
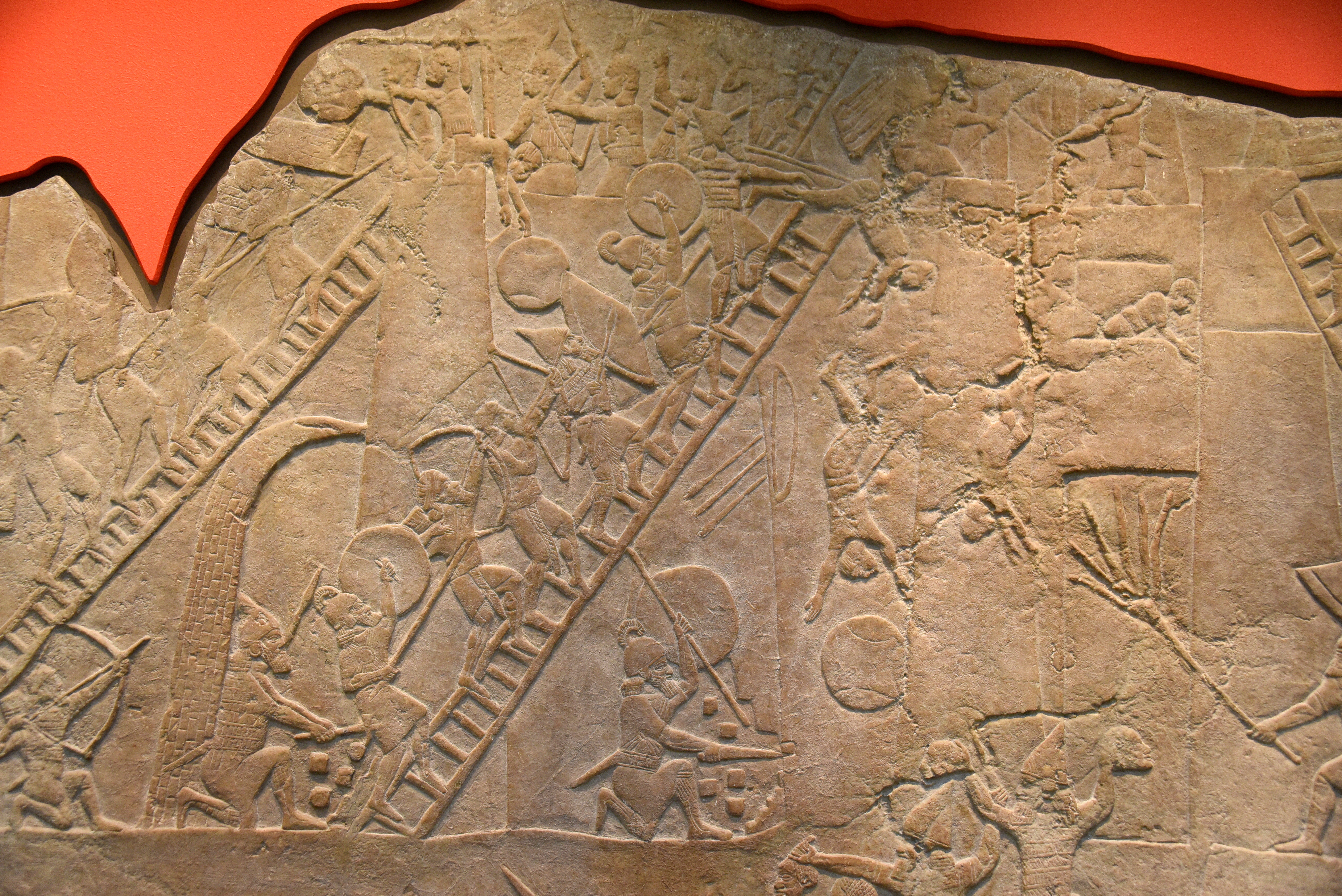
أستعمال الجَيش الاشوري للسَلالم.
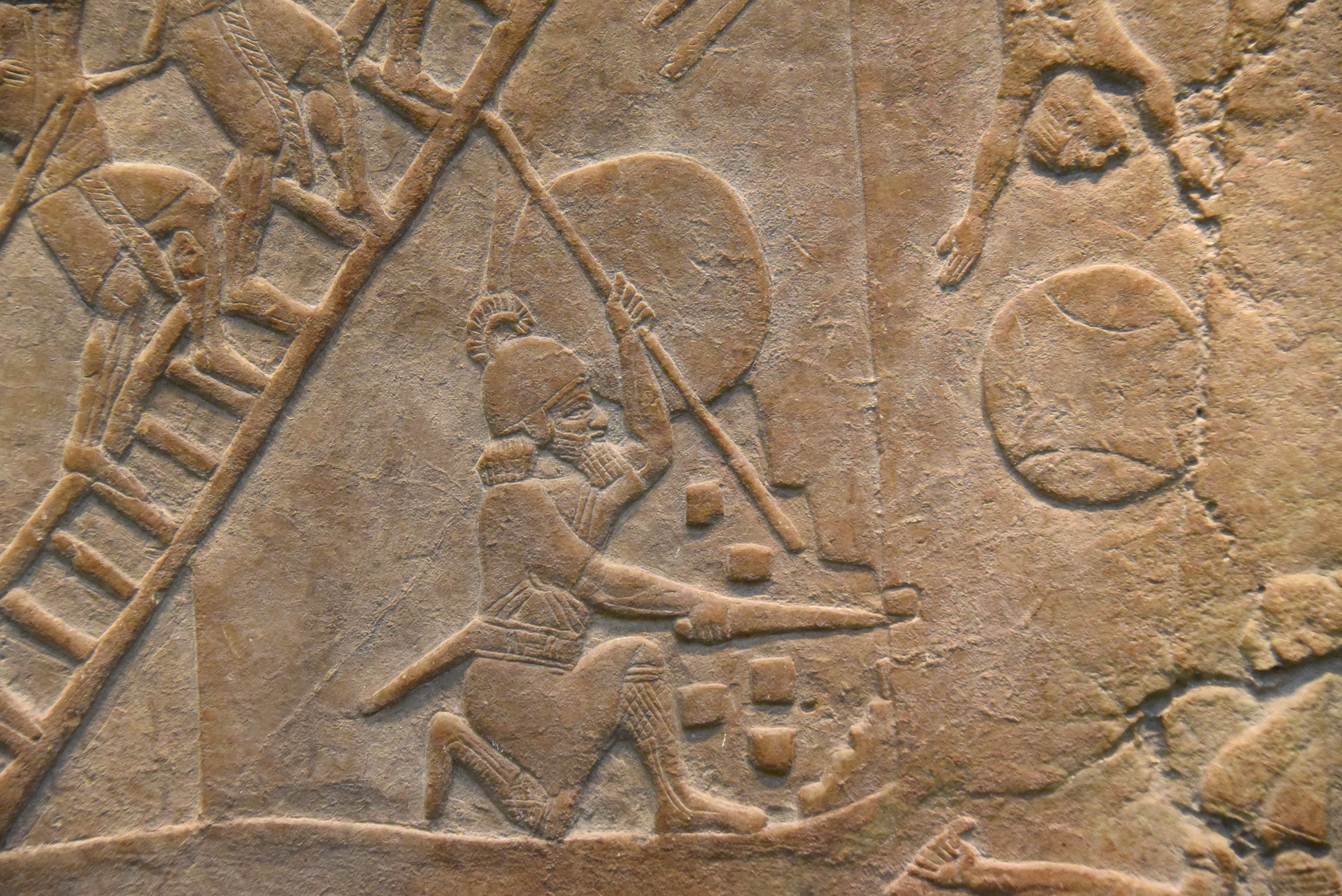
جُندي آشوري يَحفُر أحد أساسات جُدران المَدينة.

## التَسلسُل الزمني للاحداث
- 2340-2284 قبل الميلاد «سرجون الأكدي» يفتح أغلب أراضي بلاد ما بين النهرين.
- 1230 قبل الميلاد معركة نايري.
- 1170 قبل الميلاد نينوى أصبحت أقوى من أي وقت مضى.

### القرن التاسع قبل الميلاد
سِلاح الخَيالة يُستَخدم لأول مرة في عهد «توكولتي نينورتا الثاني».
- 883 قبل الميلاد «آشور ناصربال الثاني» يأخذ السلطة ويبدأ التوسع في بلاد ما بين النهرين.
- 877 قبل الميلاد «آشورناصربال الثاني» يأخذ القوات الآشورية إلى البحر المتوسط وجبل لبنان للمرة الأولى.
- 858 قبل الميلاد «شلمنصر الثالث» يجعل مملكة بيت عديني تابعة.
- 853 قبل الميلاد وبعَد أخذ حلب، «شلمنصر الثالث» يُقاتل تَحالُف يَتَكَون من 12 مَملَكة في معركة قرقر.
- 851 قبل الميلاد «شلمنصر الثالث» يخمد الثورة الكلدانية في بابل.
- 849، 845 و841 قبل الميلاد «شلمنصر الثالث» يقوم بثلاث محاولات لاحتلال سوريا.
- 840 قبل الميلاد فشل «شلمنصر الثالث» في هزم أورارتو.
- 832 قبل الميلاد فشل «شلمنصر الثالث» في احتلال دمشق بالحصار.
- 824 قبل الميلاد «شلمنصر الثالث» يموت، وتدخل آشور في فترة من ضعف.

### القرن الثامن قبل الميلاد
- 745 قبل الميلاد تمكن «تغلث فلاسر الثالث» من ان يستولي على السلطة في انقلاب؛ الجيش الاشوري يعاد إصلاحه.
- 744 قبل الميلاد الترحيل الجماعي من للإيرانيين بعد سيطرة «تغلث فلاسر الثالث».
- تاريخ غير معروف: «تغلث فلاسر الثالث» يهزم بابل.
- 743 قبل الميلاد «تغلث فلاسر الثالث» يهزم أورارتو، ويحاصر أرباد في سوريا.
- 741 قبل الميلاد أرباد تَسقُط بيد «تغلث فلاسر الثالث»
- 734-732 قبل الميلاد سحق التمردات في سوريا وفلسطين. دمشق تٌحتل في 732.
- 732 قبل الميلاد غزو بابل من قبل بلاد آشور بعد اغتصاب العرش. ودمرت الأراضي حول بابل خلال ثلاث سنوات من القتال.
- 724-722 قبل الميلاد «شلمنصر الخامس» يحاصر ثم يحتل السامرة.
- 721 قبل الميلاد قمع ثورة السامرة.
- 721 قبل الميلاد «سرجون الثاني» يسحق التمرد البابلي.
- 717-716 قبل الميلاد «سرجون الثاني» يحتل كركميش لتأمين طرق التجارة في الشمال.
- 714 قبل الميلاد «سرجون الثاني» يُدمر القدرة العسكرية لأورارتو إلى الأبد.
- 710-707 قبل الميلاد تمرد بابلي آخر يُسحق مِن قبل «سرجون الثاني».
- 709 قبل الميلاد قوات آشورية ارسلت من قبل «سرجون الثاني» إلى ميداس في تركيا لفرض شروط السلام.
- 703 قبل الميلاد آخر ثورة لبابل تُسحق من قبل «سنحاريب»، سنة واحدة فقط بعد خلافته.
- 701 قبل الميلاد «سنحاريب» يتحرك إلى أسفل ساحل البحر المتوسط لإخضاع سوريا وإسرائيل. يتم فَتح لخيش بعد قِتال دموي. يَتم صَد القوات المَصرية القادمة. فشل حصار القدس.

### القرن السابع قبل الميلاد
- 694 قبل الميلاد «سنحاريب» يهاجم عيلام. عيلام تهاجم بابل.
- 693 قبل الميلاد معركة نهر ديالى.
- 692 قبل الميلاد معركة هاليول.
- 691 قبل الميلاد «سنحاريب» ضد عيلام. ومع ذلك فهو قادر على سحق تمرد بابل.
- 681 قبل الميلاد قتل «سنحاريب» من قبل اثنين من أبنائه؛ «أسرحدون» ابنه الآخر ينتقم لموته ويحكم سُلطان آشور.
- 679 قبل الميلاد تحالف من الكيميريون والسكيثيين يُهزَم من قبل قوات «أسرحدون».
- 676 قبل الميلاد «أسرحدون» يطلق هجوما لمواجهة تزايد القوة الإيرانية.
- 675 قبل الميلاد الهجوم على مصر.
- 671 قبل الميلاد هجوم اخر ناجح على مصر.
- 669 قبل الميلاد ممفيس تُفتَح على يد القوات الآشورية.
- 668 قبل الميلاد «آشور بانيبال»، الملك الأخير من آشور ينجح في توسيع حدودها خارج بلاد ما بين النهرين.
- 663 قبل الميلاد «آشور بانيبال» يخفف الحصار على ممفيس وطيبة تُدمر في الجنوب.
- 665 قبل الميلاد عيلام تهاجم بابل، ولكن تفشل.
- 655 قبل الميلاد عيلام تهاجم بابل. في الوقت نفسه، مصر تطلق هجوما آخر. الهجوم العيلامية صُد من قبل الجيش الآشوري.
- تاريخ غير معروف (ربما 655 قبل الميلاد) جيش «آشور بانيبال» يدمر قوات عيلام عبر نهر أولاي في سهل سوسة.
- 653 قبل الميلاد غزو متوسط ضد الحيثيين.
- 652 قبل الميلاد بابل تثور مرة أخرى.
- 651 قبل الميلاد «آشور بانيبال» يترك مصر ويركز على الهجمات العيلامية.
- 648 قبل الميلاد يتم بابل تُدَمر تماما من قبل آشور.
- 647 قبل الميلاد معركة سوسة، «آشور بانيبال» يُدمر سوسة تماما.
- 639 قبل الميلاد «آشور بانيبال» يدمر أراضي عيلام.

### انهيار آشور
- 635 قبل الميلاد، مصر، دون رادع منذ 651 قبل الميلاد، يَحتَلون أسدود.
- 627 قبل الميلاد موت «آشور بانيبال». تسارع انهيار الدولة الآشورية.
- 622 قبل الميلاد ربما تم إطلاق حملة آشورية غرب الفرات. يشير نقص السجلات الآشورية إلى احتمال هزيمة الآشوريين.
- 616 قبل الميلاد، نبوبولاصر، ملك بابل منذ 626 قبل الميلاد، يَطرُد القوات الآشورية من بلاد بابل.
- 615 قبل الميلاد أدى الغزو الوسيط لآشور إلى الاستيلاء على أرافا.
- 614 قبل الميلاد الميديون يَنهَبون آشور، عاصمة آشور الأولى تحت حُكم الملك سياخريس.
- 612 قبل الميلاد معركة نينوى (612 قبل الميلاد)، دمر تحالف الميديين والبابليين نينوى بعد حصار دام 3 أشهر.
- 609 قبل الميلاد معركة مجيدو (609 قبل الميلاد)، حاول المصريون مساعدة الآشوريين دون جدوى.
- 609 قبل الميلاد سقوط حران، تم تدمير العاصمة الآشورية المُنشأة حديثاً في حران من خلال ملاحقة القوات الميدية والبابلية.